# Steilstrecke

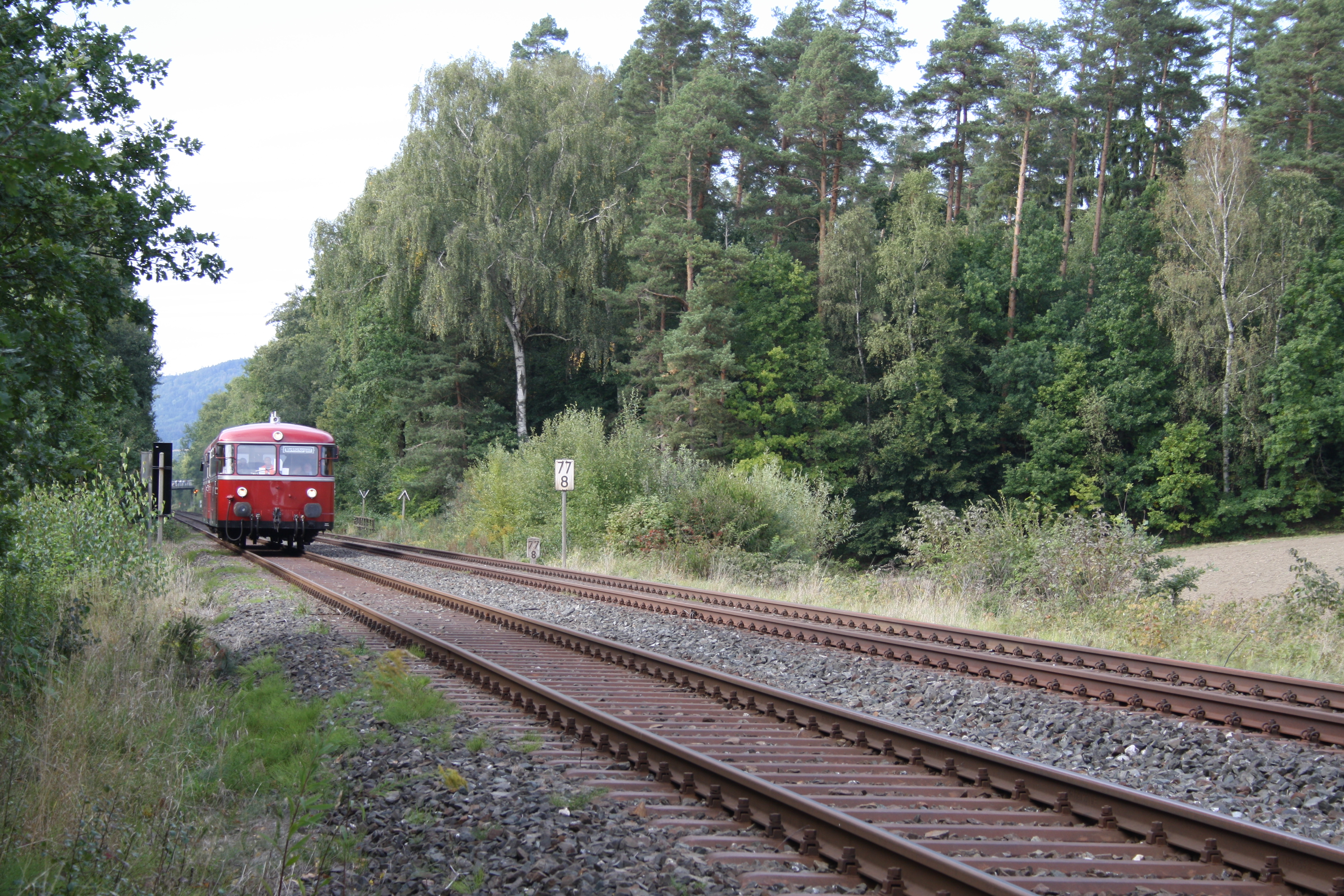
Schienenbus VT 98 des Deutschen Dampflokomotiv-Museums auf der Schiefen Ebene (25 ‰ Gefälle), der ersten im Adhäsionsbetrieb befahrenen Steilstrecke Deutschlands (1848)

Eine Steilstrecke ist ein stark geneigter Abschnitt einer Eisenbahnstrecke, der ausschließlich gemäß Steilstreckenvorschrift mit besonderen Sicherheitsvorkehrungen von speziell zugelassenen Triebfahrzeugen im Reibungs-Betrieb befahren wird (→ Adhäsionsbahn). In der Schweiz werden Abschnitte von Adhäsionsbahnen, für die wegen des Gefälles und dessen Länge besondere Vorschriften gelten, als starke Gefälle bezeichnet.

## Begriff und Abgrenzung

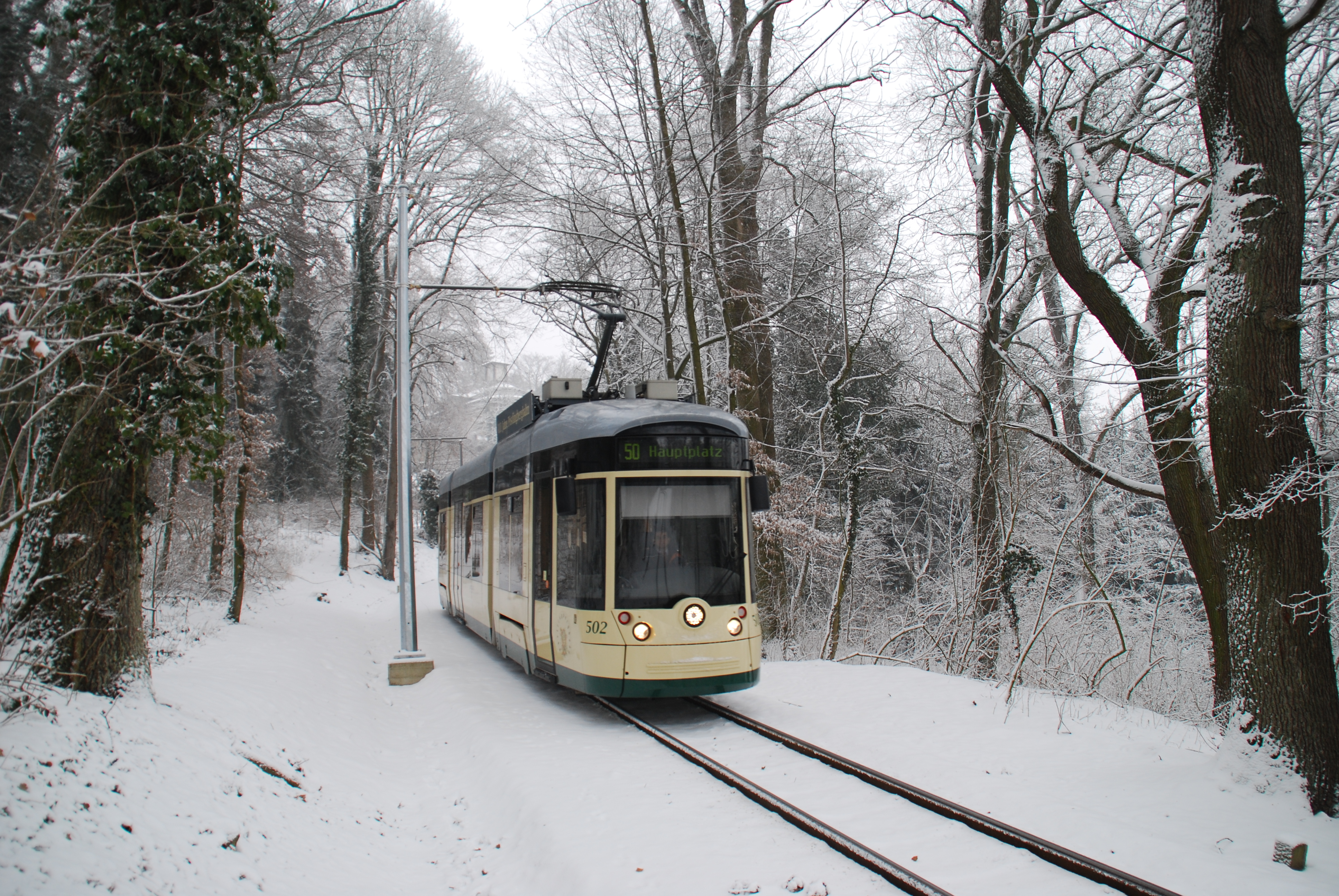
Die 116 ‰ steile Pöstlingbergbahn in der oberösterreichischen Hauptstadt Linz gilt als eine der steilsten Adhäsionsbahnen der Welt.

In Deutschland gelten für Strecken mit einer maßgebenden Neigung von mehr als 40 ‰ die Steilstreckenvorschrift oder vergleichbare Richtlinien. Für Zahnradbahnen, die per Definition keine Steilstrecken sind, gelten andere Vorschriften. Die Neigung wird mithilfe der Gradiente berechnet.
Die Triebfahrzeuge von Zügen, die eine Steilstrecke befahren, müssen „steilstreckentauglich“, das heißt mit besonderer Ausrüstung versehen sein. Überschreitet die Streckenneigung eine obere Grenze, so ist ein wirtschaftlicher und sicherer Reibungsbetrieb nicht mehr möglich, sodass die Übertragung der Zug- und Bremskräfte entweder durch spezielle Maßnahmen (früher etwa Fell’sches System, neu Linearmotor-Booster) verstärkt oder vom Adhäsions- zum Zahnradbetrieb übergegangen werden muss. Wo diese Grenze genau anzusetzen ist, hängt von einer Vielzahl von Faktoren ab. Triebfahrzeuge neuerer Bauart vermögen größere Neigungen zu bewältigen als älteres Rollmaterial, sodass bestehende Zahnradbahnen in einzelnen Fällen in Steilstrecken mit Adhäsionsbetrieb umgebaut werden können (z. B. Strecke St. Gallen–Appenzell).

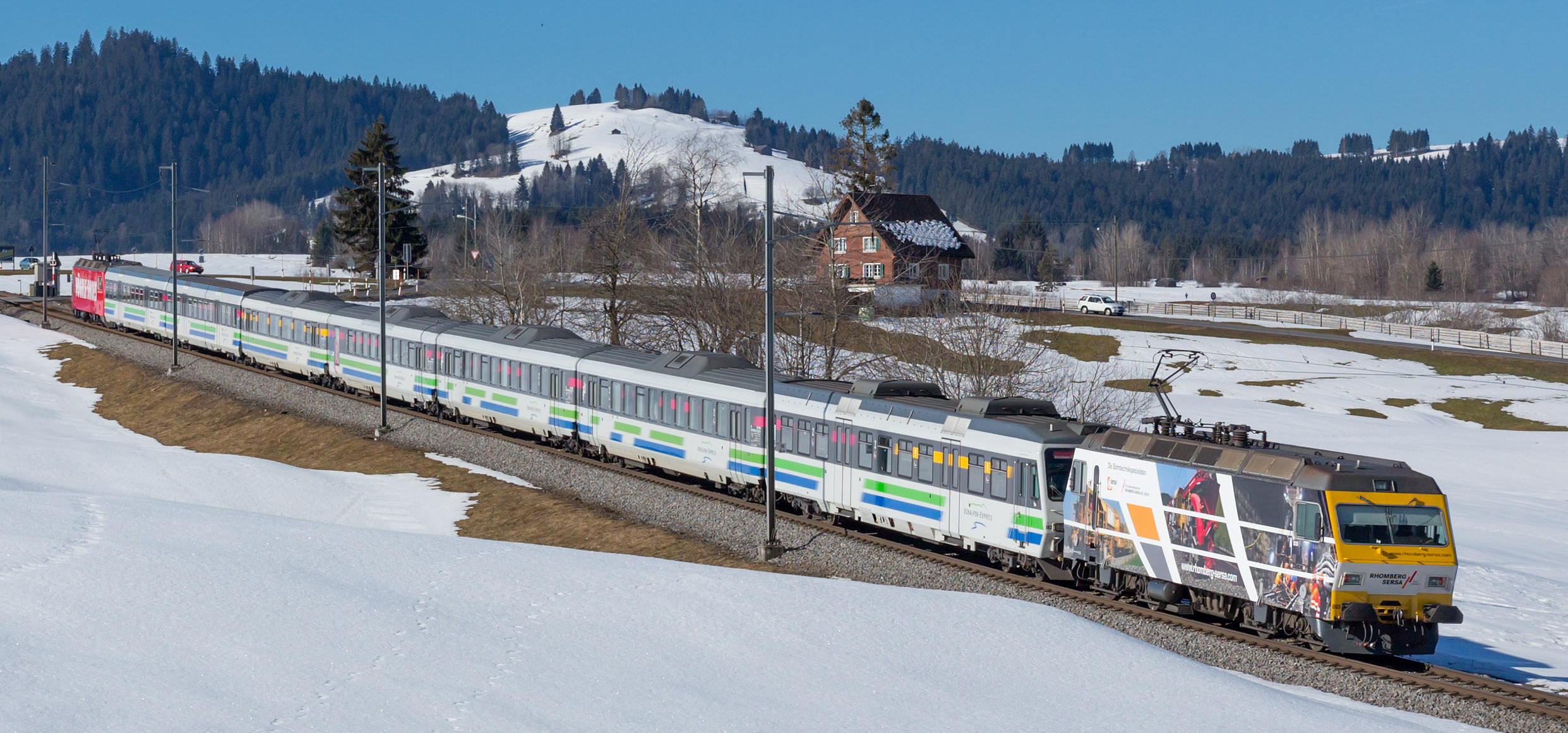
Wegen den 50-‰-Rampen der Schweizerischen Südostbahn verkehrte der Voralpen-Express vom Fahrplanjahr 2014 bis 2019 in Sandwichtraktion.

Das Schweizer Eisenbahnrecht kennt den Begriff Steilstrecke nicht. Streckenabschnitte, für die wegen des Gefälles und dessen Länge besondere Vorschriften gelten, werden als starke Gefälle bezeichnet. Elektrische Triebfahrzeuge, die ein starkes Gefälle der Kategorie A befahren, benötigen eine elektrische Bremse. Bei Kategorie B ist ohne elektrische Bremse ein Mindestbremsverhältnis von 75 % erforderlich und das Gesamtgewicht der gebremsten Wagen muss mindestens so groß sein wie das aller Triebfahrzeuge. Bei schmalspurigen Strecken ist die Neigung im Normalfall auf 40 ‰ begrenzt. Größere Neigungen sind nur in besonderen Verhältnissen unter bestimmten Bedingungen zulässig. Bei Straßenbahnen beträgt der maximale Grenzwert 70 ‰ und darf bei Neubaustrecken in keinem Fall überschritten werden. Triebfahrzeuge auf Normal- und Schmalspurstrecken mit mehr als 60 ‰ Neigung benötigen eine Magnetschienenbremse oder eine Wirbelstromschienenbremse.

## Sicherheitsvorkehrungen

### Bremseinrichtungen
Für die Zulassung eines Triebfahrzeugs für den Steilstreckenbetrieb sind i. d. R. drei voneinander unabhängig wirkende Bremssysteme erforderlich. Steilstreckentaugliche Triebfahrzeuge verfügen daher über eine besondere Bremsausrüstung: Bei Dampflokomotiven ist das meist die Riggenbach-Gegendruckbremse, bei Verbrennungslokomotiven eine Motorbremse oder eine hydrodynamische Bremse und bei Elektrolokomotiven eine Widerstandsbremse oder eine Rekuperationsbremse.

### Betriebsvorschriften

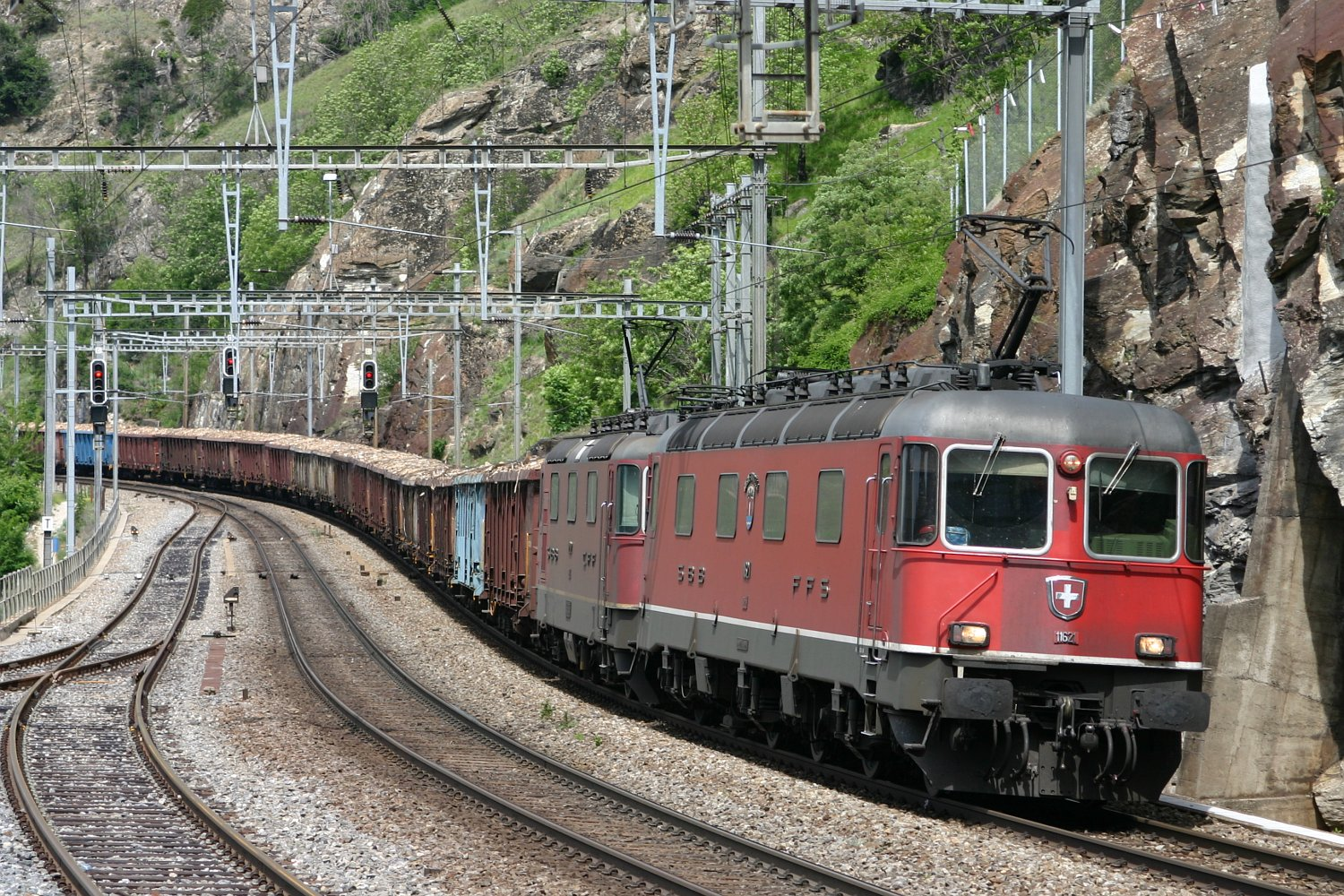
Schwere Züge mit zu geringer Leistung der elektrischen Bremse werden mit der Sägezahnmethode gebremst. Güterzug auf der Lötschberg-Südrampe mit Re 6/6 und Re 4/4 II der SBB in Vielfachsteuerung.

Auf Strecken, die nach der Steilstreckenvorschrift betrieben werden, darf nur besonders eingewiesenes Personal eingesetzt werden. Es gibt Besonderheiten bei der Bremsprobe, der Bremsberechnung und bei der Durchführung von Bauarbeiten an der Steilstrecke.
Bei einzelnen Strecken sind oder waren weitere Sicherheitsvorkehrungen vorgeschrieben, z. B. dass das Triebfahrzeug immer auf der Talseite stehen muss und die bergwärts verkehrenden Züge zu schieben sind; bei Dampflokomotiven war es vielerorts Vorschrift, mit dem Schornstein bergwärts zu fahren, damit die Feuerbüchse immer vom Wasser umspült wird. Bei einigen Strecken war auch eine zusätzliche Nachschau der Bremsanlage der eingesetzten Fahrzeuge oder eine volle Bremsprobe vor Beginn der Talfahrt üblich.
Wenn in Österreich oder der Schweiz bei Gefällfahrten die elektrische Bremse des Triebfahrzeugs zum Einhalten der Geschwindigkeit nicht ausreicht, wird die Sägezahnmethode angewendet. Dabei wird mit der automatischen Druckluftbremse zunächst 60 Sekunden stark abgebremst, anschließend wird die Bremse mindestens 90 Sekunden lang gelöst. Beim Erreichen der erlaubten Geschwindigkeit wird eine weitere Bremsung von 60 Sekunden Dauer ausgelöst. So wird eine thermische Überbeanspruchung der Bremsen und ein Erschöpfen der Bremse vermieden.

## Helixverwindung
Bei Neigungen über 40 ‰ ist die Gleisverwindung in geneigten Gleisbögen, kurz als Helixverwindung bezeichnet, zu berücksichtigen. Sie kann sich mit der Überhöhungsverwindung überlagern und je nach Randbedingungen zu einem Entgleisungsrisiko führen.
In einigen für die Gleistrassierung verwendeten Computerprogrammen wird die Helixverwindung noch nicht berücksichtigt.
Für den Nachweis der Sicherheit gegen Entgleisen von Zahnradfahrzeugen mittels Computersimulation ist die Helixverwindung zu beachten.
→ siehe Abschnitt Helixverwindung im Artikel Zahnradbahn

## Geschichtliche Entwicklung

### Alpenländer

#### 19. Jahrhundert

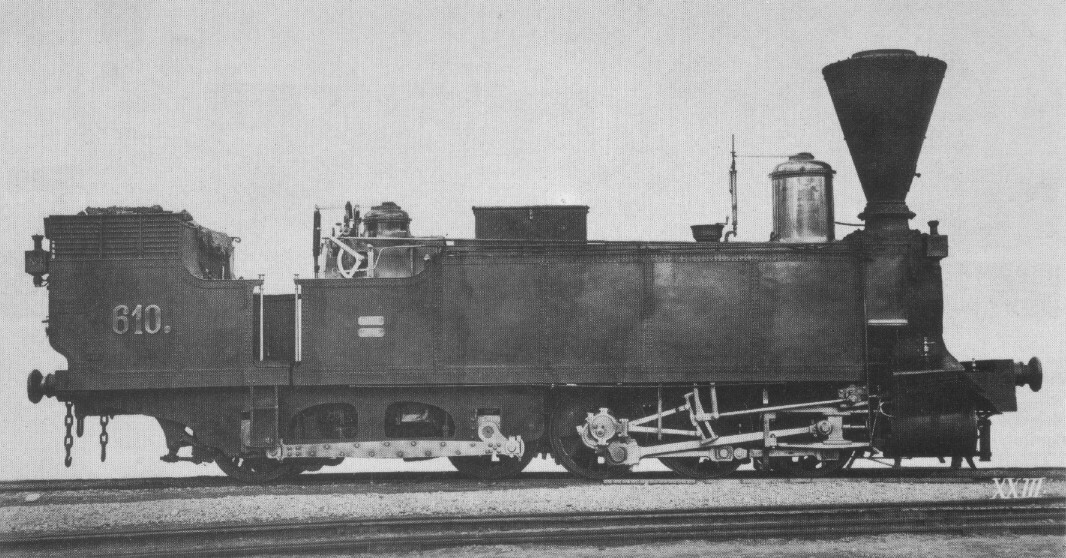
Engerth-Lokomotive Nr. 610 für die Semmeringbahn in der Ursprungsausführung aus dem Jahr 1853

Um die Mitte des 19. Jahrhunderts entstand die Idee, die Alpen mit Hauptbahnen in Nord-Süd-Richtung zu überqueren, um Verbindungen zwischen den Wirtschaftsräumen des Nordens und den Hafenstädten des Südens herzustellen.
Das in Großbritannien verbreitete System der schiefen Ebenen, bei denen die Wagen mit stationären Dampfmaschinen bergwärts gezogen wurden, setzte sich nicht durch und die Steilstrecken werden mit Adhäsionsbahnen überwunden. Die 1854 eröffnete Semmeringbahn mit 28,1 ‰ Neigung war die erste Bahn über die Alpen. Zur Vermeidung übermäßiger Neigungen wurde die Trasse mit optimal ins Gelände eingepassten Kehren künstlich verlängert. Als die Bahn geplant wurde, gab es für die vorgesehenen Neigungen noch keine geeigneten Adhäsionslokomotiven. Die von Wilhelm von Engerth konstruierte weltweit erste Stütztenderlokomotive erfüllte die Anforderungen so vollkommen, dass die Befürworter einer Zahnradbahn oder eines Betriebs mit Seilzügen unterlagen.
Engerth-Lokomotiven kamen auch auf der 1858 eröffneten alten Hauensteinstrecke über Läufelfingen in der Schweiz zum Einsatz. Kehrtunnels, die erstmals bei der von 1863 bis 1873 erbauten badischen Schwarzwaldbahn zur Anwendung gelangten, dienten als Vorbild für Alpenbahnen. Auf der 1867 eröffneten Brennerbahn wurden auf der Nord- und der Südseite je ein Kehrtunnel gebaut. Die 1882 dem Betrieb übergebene Gotthardbahn war die zweite Alpenbahn mit Kehrtunnels.
Am Fuß der Rampen entstanden Bahnhöfe mit besonderen Gleisen zum Anspannen der Vorspann-, Zwischen- oder Schiebelokomotiven und zum Einstellen der Bremswagen, die vor Einführung der Druckluftbremse benötigt wurden, in die Züge. Zur Versorgung der Lokomotiven vor der Bergfahrt entstanden am gleichen Ort Lokstationen oder Bahnbetriebswerke. Der Bau dieser Bahnhöfe erfolgte nach betrieblichen Erfordernissen oft an vorher unbedeutenden Orten, die im Lauf der Jahre zu Eisenbahnerdörfern mit hervorragenden Verkehrsverbindungen wurden, denn zum Ankuppeln der Vorspannlokomotive mussten auch Schnellzüge halten.

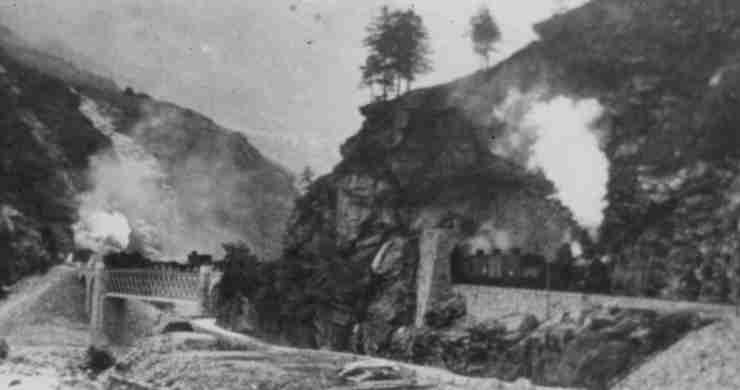
Schwerer Güterzug der Gotthardbahn mit Vorspann- und Schiebelokomotive, etwa 1885

Die betrieblichen Erschwernisse und die Einschränkung der Durchlassfähigkeit der Steilstrecken führten früh zu einem zweigleisigen Ausbau. Technische Neuerungen führten zu weiteren Kapazitätssteigerungen. Telegraphie und Streckenblock und der Bau von Blockstellen waren im 19. Jahrhundert Meilensteine dieser Entwicklung. Der schwerfällige Dampfbetrieb führte jedoch vor allem bei der Abwicklung des Güterverkehrs zu Problemen. Bei schlechter Witterung reichten oft drei Lokomotiven nicht aus, um einen Zug über eine Steilrampe von rund 25 ‰ zu befördern. Auch Schnell- und Personenzüge kamen nur langsam voran. Am Brenner lag die Durchschnittsgeschwindigkeit zwischen 26 und 37 km/h.
Auf Nebenbahnen wurden mit verhältnismäßig kleinen Dampflokomotiven wesentlich größere Neigungen überwunden als auf Hauptstrecken. Die 1888 eröffnete Mühlkreisbahn in Oberösterreich bewältigt 46 ‰, die 1877 bis 1891 in Betrieb genommene Schweizerische Südostbahn 50 ‰ und die 1875 eingeweihte Uetlibergbahn bei Zürich 79 ‰.

#### 20. und 21. Jahrhundert

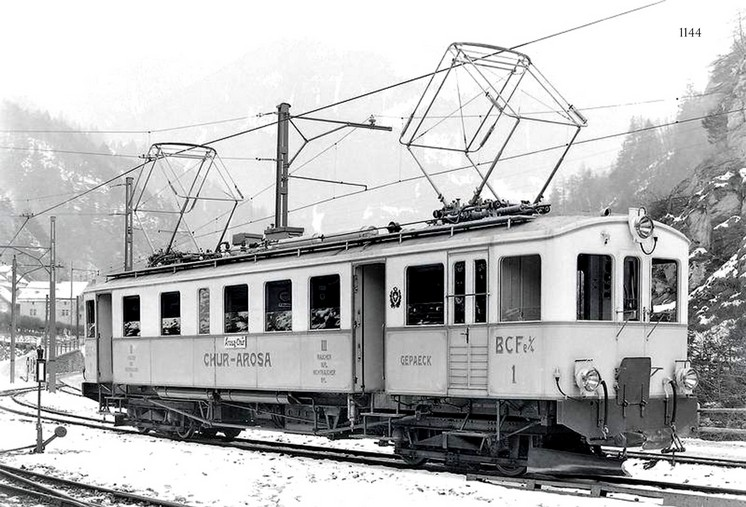
Bis zum Ausbruch des Ersten Weltkriegs nahmen in der Schweiz zahlreiche meterspurige Nebenbahnen mit oft ansehlichen Neigungen den Betrieb mit Gleichstrom auf.
Triebwagen der 60 ‰ steilen Chur-Arosa-Bahn aus dem Jahr 1914.

Da der elektrische Betrieb enorme Vorteile bot, wurde schon bald nach der Jahrhundertwende die Elektrifizierung forciert. Die elektrische Energie stammt von den im Gebirge vorhandenen Wasserkräften. Wegen der größeren Leistungsfähigkeit der Elektrolokomotiven gegenüber den Dampfrössern verkehren die Züge deutlich schneller über die Steilrampen. Zudem konnten im 20. Jahrhundert mit der Verbreitung der Druckluftbremse die Zuglängen stark erhöht werden.
Die 1908 bis 1910 eröffnete Berninabahn, die seit 1912 verkehrende Mittenwaldbahn und 1913 die Lötschbergbahn wurden von Beginn an elektrisch betrieben. In den 1920er Jahren wurde ein Teil der bereits bestehenden Alpenbahnen elektrifiziert: 1920 die Gotthardbahn, 1923 die Arlbergbahn, 1924 die Salzkammergutbahn und 1928/29 die Brennerbahn.
Mit dem Einsatz laufachsenloser Drehgestelllokomotiven und moderner Stellwerkstechnik konnte nochmals eine Steigerung der Kapazität erreicht werden. Mit der Entwicklung von praxistauglichen Mehrfachtraktionssteuerungen kann ein einziger Lokomotivführer mit zwei Maschinen die Zughakenlast vollständig ausnützen. Ein Allegra-Triebzug hat die Leistung einer kräftigen Lokomotive, ersetzt aber gleichzeitig drei Personenwagen, so dass er für den Einsatz auf den steilsten Strecken der Rhätischen Bahn bestens geeignet ist.
Heute entwickeln sich die Bedürfnisse des Personen- und des Güterverkehrs in unterschiedliche Richtungen. Da der Personenverkehr vermehrt mit Triebzügen betrieben wird, spielt die Neigung eine geringere Rolle als bei klassischen, von Lokomotiven gezogenen Zügen. Im Güterverkehr geht die Tendenz heute dahin, den aufwendigen Betrieb über die Bergstrecken aufzugeben und durch neu trassierte Strecken mit langen Basistunneln zu ersetzen oder die Züge über andere Strecken zu leiten.

### Deutschland

#### Hauptbahnen

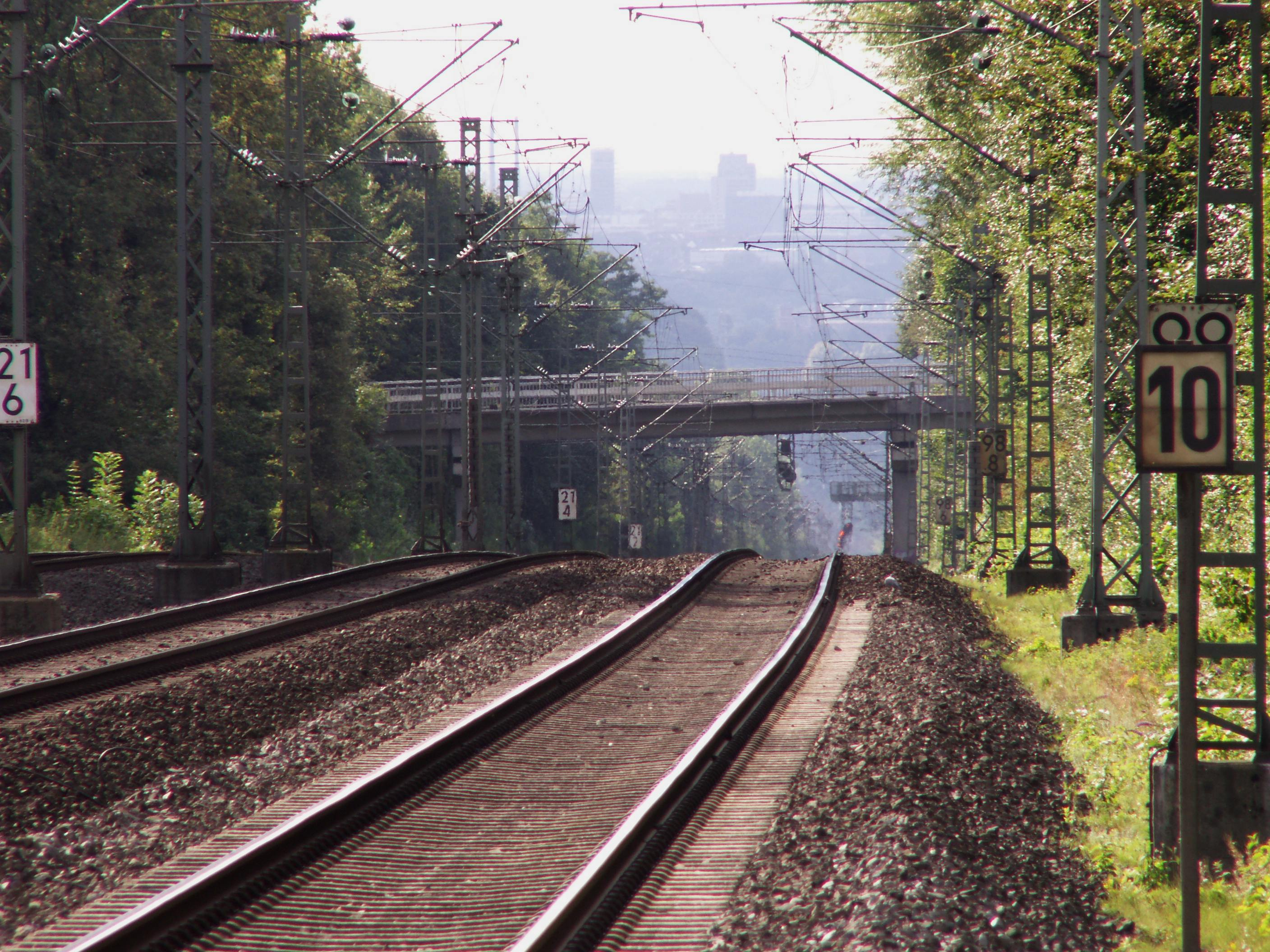
Das Ende der Steilrampe Erkrath–Hochdahl in Hochdahl

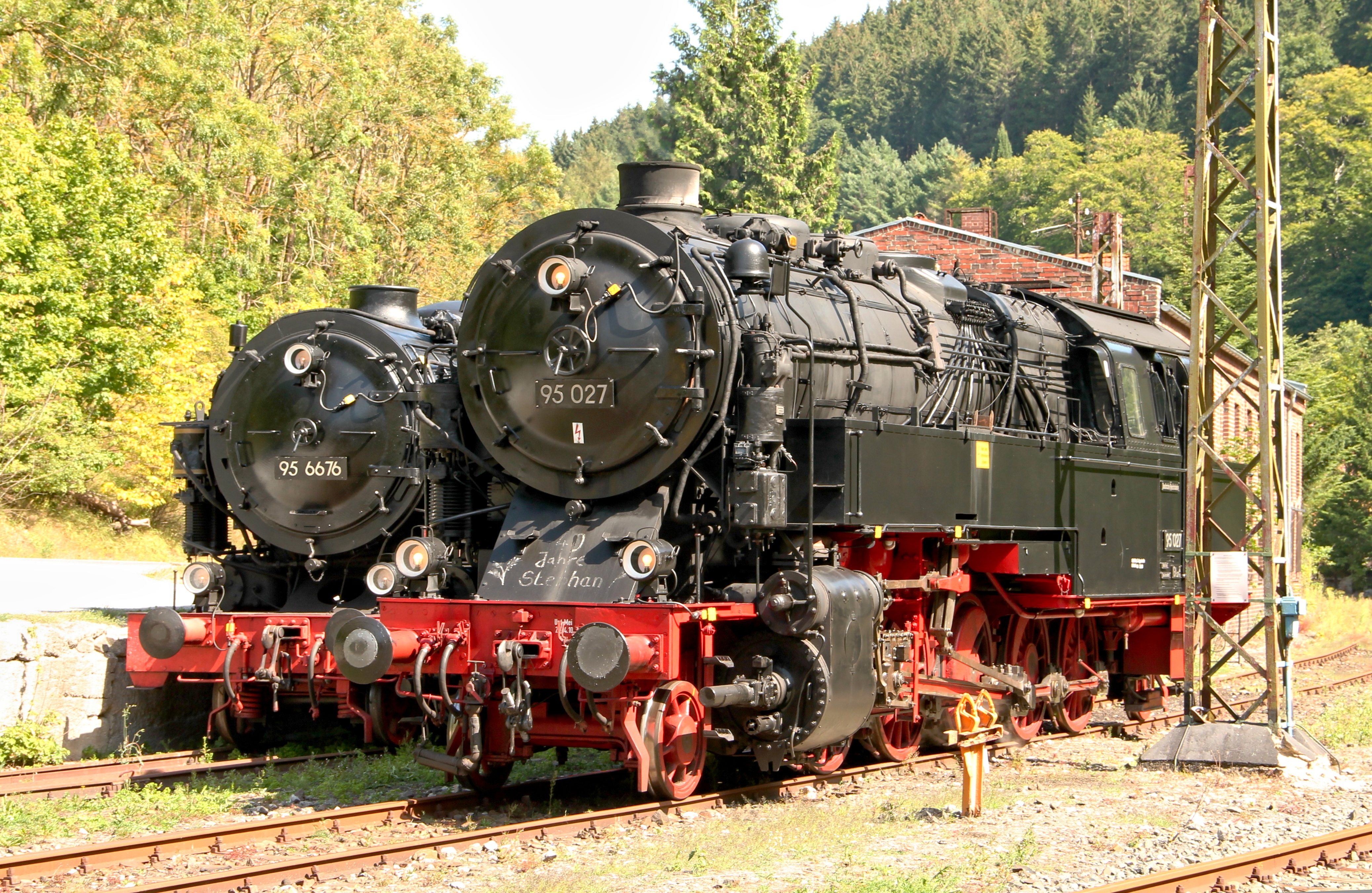
Für den Einsatz auf steilen Hauptbahnen entwickelten die Preußischen Staatseisenbahnen die Baureihe T 20. Die Maschine 95 027 wartet auf ihren Einsatz auf der Rübelandbahn. Dahinter die 95 6676, die ab 1920 die Zahnradlokomotiven auf der Rübelandbahn ablöste.

Die Steilrampe Erkrath–Hochdahl und die Ronheider Rampe wurden mit dem System der schiefen Seilebene gebaut; beide wurden nach wenigen Jahren auf den Betrieb mit normalen Loks umgestellt. Bei Neuenmarkt war ebenfalls eine Schiefe Ebene für den Betrieb mit stationären Dampfmaschinen geplant, wurde aber nicht realisiert. Man baute stattdessen eine Rampe mit gleichmäßiger Neigung. Die Züge erhielten Vorspann durch besondere Maschinen und mussten daher trotz der Neigung nicht geteilt werden. In den folgenden Jahren entstanden auch an anderen Hauptbahnen ähnliche Anlagen. Wegen der aufwendigen Betriebsführung versuchte man im Rahmen der topographischen Situation mit wenigen, möglichst kurzen Rampen auszukommen, und arbeitete im übrigen Streckennetz mit wesentlich geringeren Neigungen. Bei späteren Bahnbauten – erstmals bei der Schwarzwaldbahn – wurden die Strecken mit Kehren und Kehrtunnels künstlich verlängert und damit Neigungen ermöglicht, die auch ohne den aufwendigen Rampenbetrieb bewältigt werden konnten.
Vor dem Ersten Weltkrieg wurden in Preußen mit der T 20 und in Bayern mit der Gt 2×4/4 spezielle Lokomotiven insbesondere für den Einsatz auf der Frankenwaldbahn und der Spessartrampe gebaut, die den gestiegenen Anforderungen im Schiebedienst gewachsen waren. Beide Baureihen wurden von der Deutschen Reichsbahn als Baureihe 95 und Baureihe 96 übernommen. Ende der 1930er Jahre verkehrten erstmals Schnelltriebwagen, die ohne zeitraubendes Nachschieben über die Steilstrecke verkehren konnten, und noch vor dem Zweiten Weltkrieg wurde mit der Elektrifizierung der Rampen begonnen. Die Elektrifizierung hatte auf den Betrieb der Rampen nachhaltige Auswirkungen. Reisezüge brauchten keine Schiebelokomotive mehr, fuhren ohne Halt über die Rampe, und die elektrischen Lokomotiven waren nicht mehr vor Ort stationiert. Damit verloren die Bahnhöfe und Bahnbetriebswerke im Bereich der Rampen viel von ihrer Bedeutung oder verschwanden ganz. Im Schiebedienst waren meist Lokomotiven der Baureihen E 93 (193), E 94 (194) und später E 50 (150) anzutreffen.
Eine besondere Entwicklung durchlief die Höllentalbahn von Freiburg im Breisgau nach Neustadt im Schwarzwald. Sie wurde als Nebenbahn mit Zahnradbetrieb zwischen Hirschsprung und Hinterzarten gebaut. Im Zuge der Verlängerung nach Donaueschingen wurde die Bahn ab 1902 als Vollbahn betrieben. Damit wurde die Höllentalbahn zur steilsten Hauptbahn in Deutschland. Dies hatte zunächst vor allem betriebliche Auswirkungen. Erst in den folgenden Jahrzehnten wurde die Bahn ausgebaut und abschnittsweise neu trassiert. Der Zahnradbetrieb wurde mit den speziell für diese Strecke konstruierten Loks der DR-Baureihe 85 abgelöst, wenige Jahre später folgte die versuchsweise Elektrifizierung mit 20 kV / 50 Hz. Nach dem Ende des Versuchsbetriebs wurde die Strecke auf 15 kV / 16 2/3 Hz umgestellt.

#### Nebenbahnen

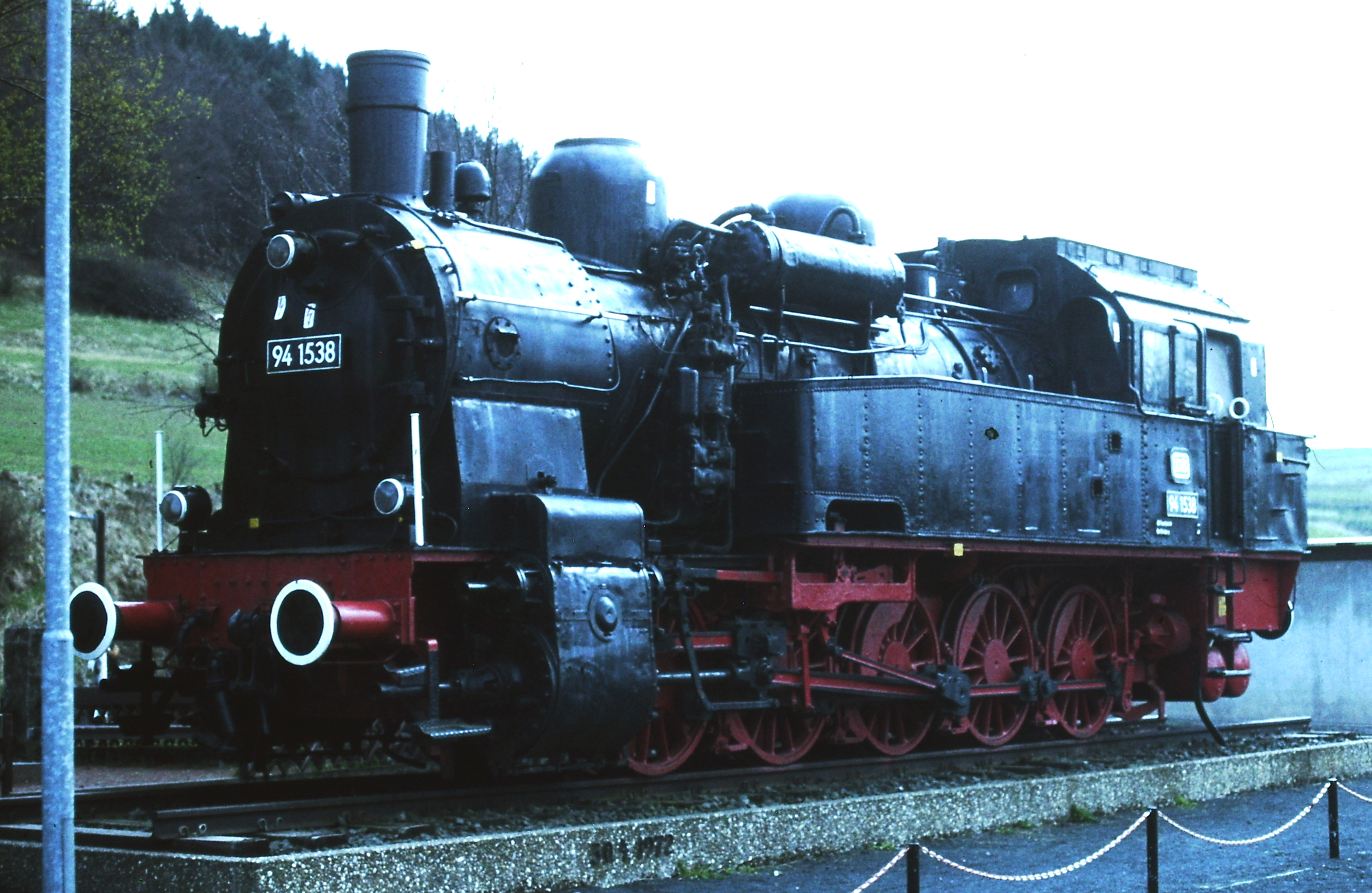
Die Gegendruckbremse der Baureihe 94 erlaubte den Einsatz auf Steilstrecken. Hier eine Lok als Denkmal unweit der Steilstrecke an der Scheldetalbahn.

Bei Nebenbahnen verlief die Entwicklung anders. Hier gab es anfangs nur wenige Steilstrecken. Zum einen waren hier von vornherein größere Neigungen zugelassen, zum anderen war der Bau von Spitzkehren kein so großes Hindernis wie bei Hauptbahnen und bei den niedrigen Geschwindigkeiten fielen auch die Einschränkungen des Zahnradbetriebs nicht so stark ins Gewicht. In den 1920er Jahren gab die Deutsche Reichsbahn auf vielen Strecken den Zahnradbetrieb auf und stellte die Strecken auf Reibungsbetrieb um, was den Betrieb vereinfachte, die Kosten senkte und höhere Reisegeschwindigkeiten erlaubte. Die Nachfolge der Zahnradmaschinen traten meist Lokomotiven der Baureihe 945–17 mit Gegendruckbremse an.
In den Jahren nach dem Zweiten Weltkrieg übernahmen in beiden deutschen Staaten Dieselloks bzw. -triebwagen den Betrieb. Bei der Deutschen Bundesbahn waren das speziell ausgerüstete V 100 (Baureihe 213), VT 98 (Baureihe 798) und V 160 (218), bei der Deutschen Reichsbahn übernahmen Lokomotiven der Baureihe 118 diese Aufgabe. Die Reichsbahn elektrifizierte die Rübelandbahn mit 25 kV / 50 Hz im Inselbetrieb und setzte Lokomotiven der Baureihe E 251 ein. Auch die Murgtalbahn in Baden-Württemberg wurde auf Stadtbahnbetrieb umgebaut und ebenfalls elektrifiziert.
Nachdem die Steilrampen nach dem Zweiten Weltkrieg nur noch vereinzelt im Güterverkehr genutzt wurden, hielt sich der Personenverkehr im Vergleich zu anderen Nebenbahnen trotz der niedrigen Reisegeschwindigkeiten auf den meisten Strecken bis in die 1990er Jahre. Die Deutsche Bahn AG und andere Eisenbahnverkehrsunternehmen betreiben heute noch diverse Steilstrecken, darunter befinden sich auch Steilrampen, die keinen oder nur saisonalen Ausflugsverkehr aufweisen.

## Steilstrecken in Deutschland

### Hauptbahnen mit maßgebender Neigung über 25 ‰

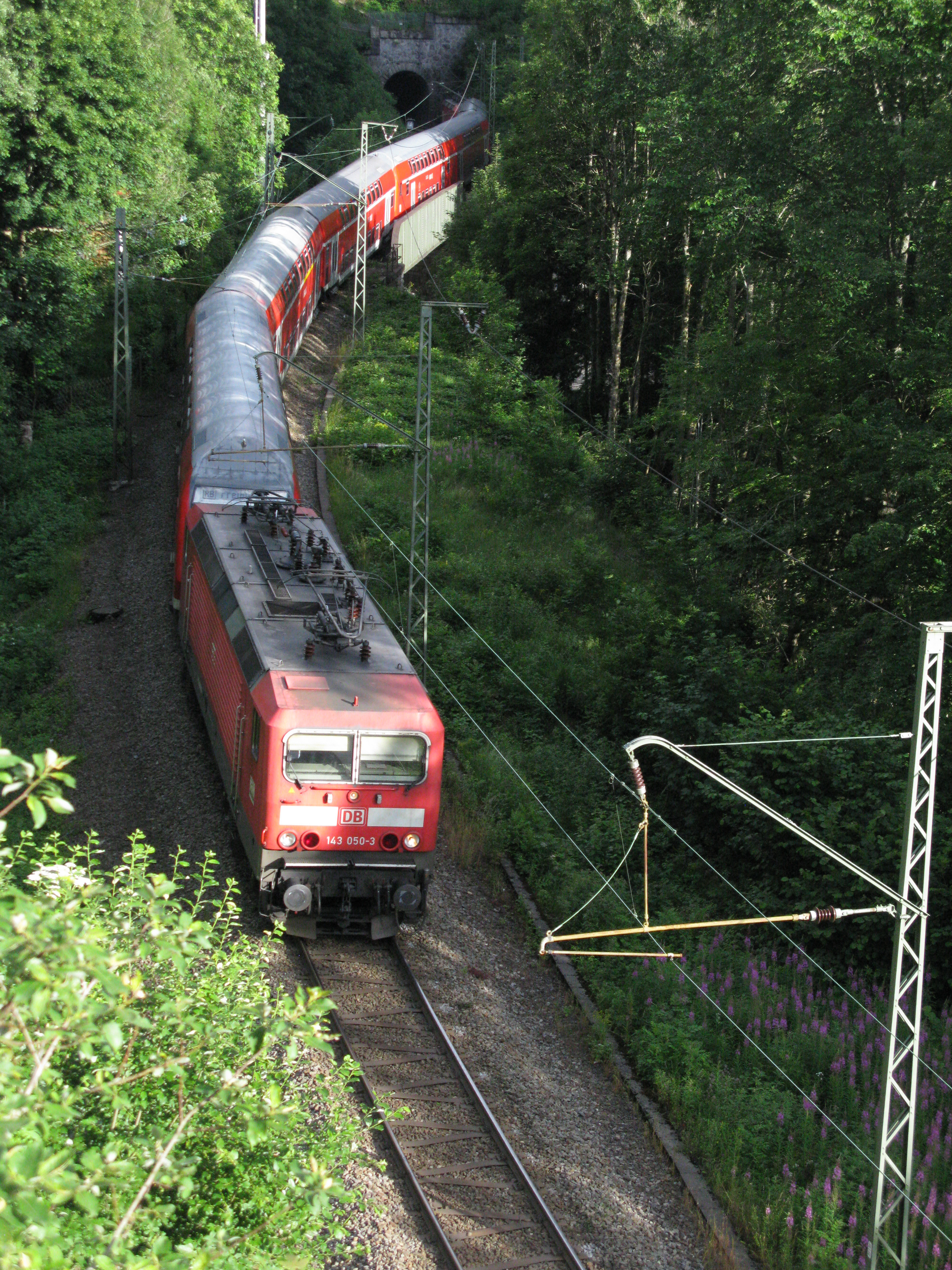
DB-Baureihe 143 mit Doppelstockwagen auf der Steilstrecke im Höllental

- Freiburg im Breisgau–Hirschsprung–Hinterzarten–Titisee-Neustadt (Höllentalbahn), maßgebende Neigung 57,14 ‰
- City-S-Bahn Hamburg, 40 ‰
- Schnellfahrstrecke Köln–Rhein/Main mit der Flughafenschleife Köln, 40,0 ‰
- Württembergische Schwarzwaldbahn, 40 ‰ im Tunnel Ostelsheim (Streckenverkürzung, im Bau), 30 ‰ im Bahnhof Stuttgart-Zuffenhausen
- 2. Stammstrecke der S-Bahn München, 40 ‰ (geplant)
- Nordrampe des City-Tunnels Leipzig, 40 ‰
- Neuer Berghautunnel der Bahnstrecke Stuttgart–Horb, 39 ‰ – geplant
- City-Tunnel Frankfurt, ca. 39 ‰
- Verbindungsbahn der S-Bahn Stuttgart, bis zu ca. 38 ‰
- Flughafenschleife Frankfurt, ca. 36 ‰
- Neubaustrecke Wendlingen–Ulm, 35 ‰ im Bahnhofsbereich und 31 ‰ im Schnellfahrabschnitt
- Bahnstrecke Raunheim Mönchwald–Raunheim Mönchhof, 35 ‰
- Wuppertal-Vohwinkel–Essen-Überruhr, 35 ‰ im Bereich des Haltepunkts Essen-Kupferdreh
- Erkrath–Hochdahl, 33,3 ‰
- Streckengleis Untertürkheim–Stuttgart Hauptbahnhof im Tunnel Obertürkheim, 33 ‰ – geplant
- Stammstrecke der S-Bahn München, 32 ‰
- Tunnel der Nord-Süd-Fernbahn Berlin, 30 ‰
- Bahnstrecke Hochstadt-Marktzeuln–Probstzella (Frankenwaldbahn), 29 ‰
- Bahnstrecke Stuttgart-Rohr–Filderstadt, 29 ‰ im Bahnhof Stuttgart Flughafen/Messe
- Rohrer Kurve, 26,9 ‰ – geplant
- Neubaustrecke Stuttgart–Wendlingen, ca. 26,55 ‰ – geplant
- Aachen–Ronheide–Herbesthal (Ronheider Rampe), 26,5 ‰
- Tharandt–Edle Krone–Klingenberg-Colmnitz, 25,6 ‰
- Neuenmarkt-Wirsberg–Marktschorgast (Schiefe Ebene), 25 ‰

### Nebenbahnen mit maßgebender Neigung über 40 ‰

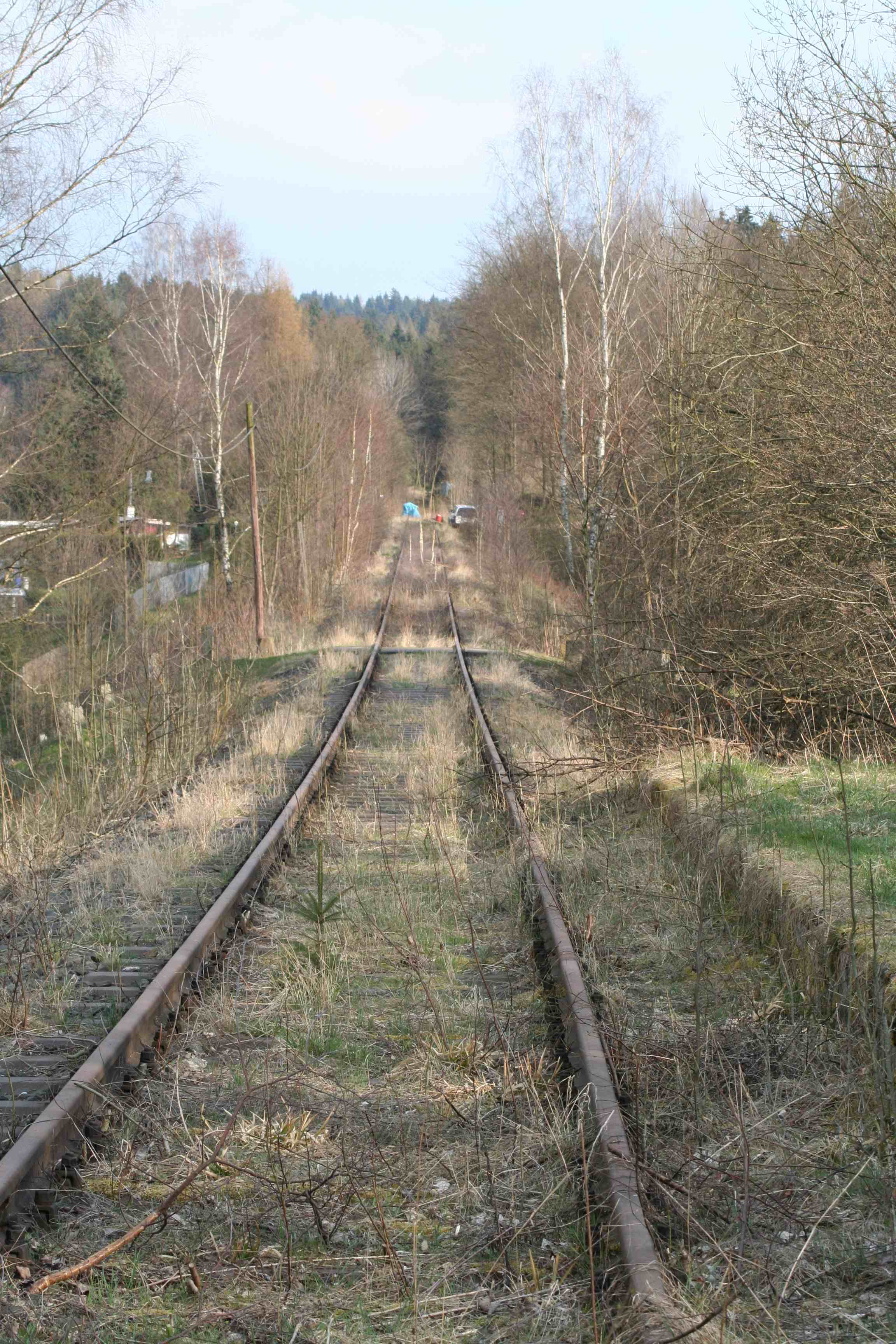
Friedbergbahn – steilste Adhäsivbahn Deutschlands

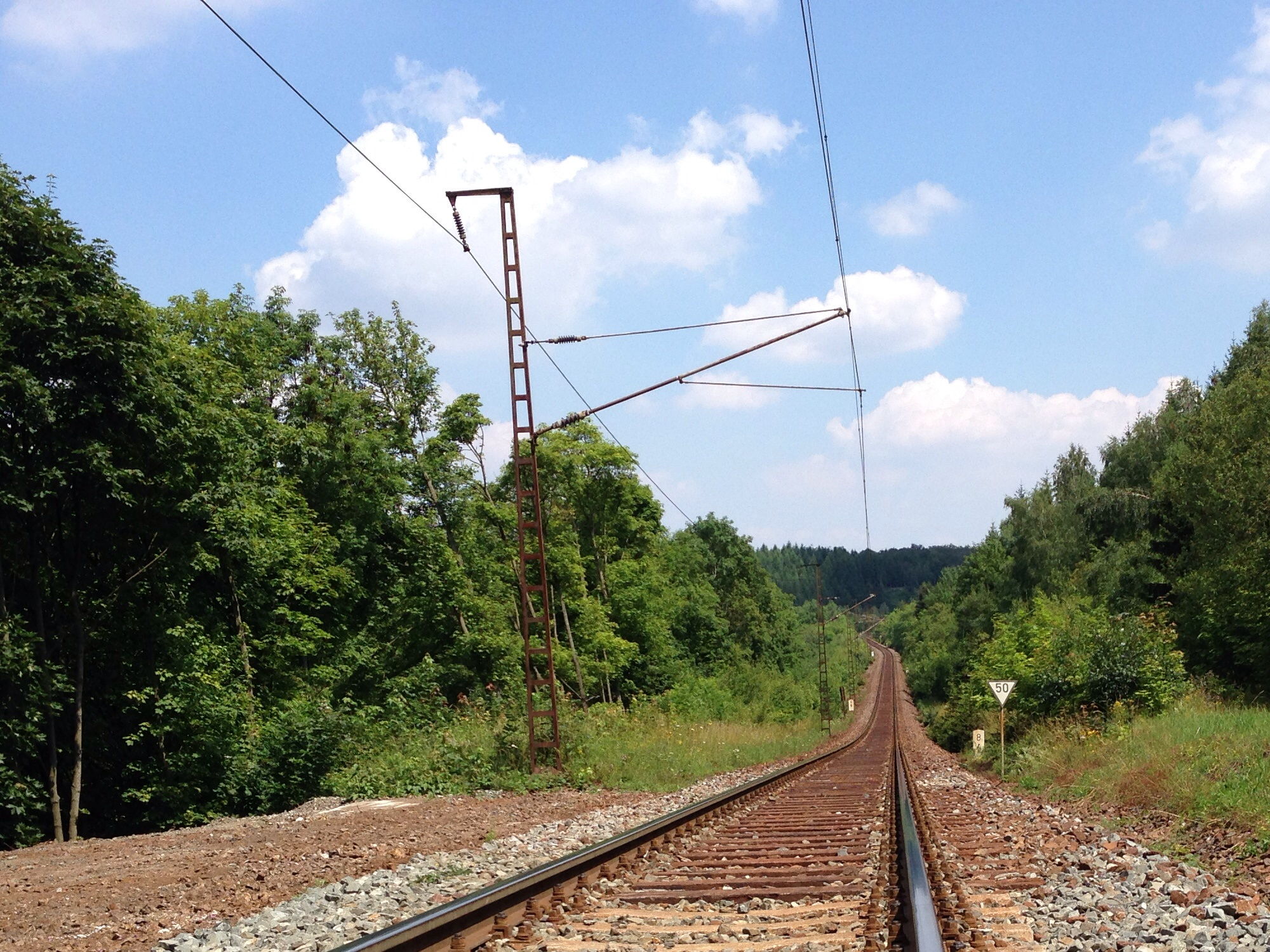
Rübelandbahn, steilste im Betrieb stehende Bahnstrecke Deutschlands

- Suhl–Schleusingen (Friedbergbahn), 66,6 ‰ – ohne Verkehr
- Blankenburg–Elbingerode–Tanne (Rübelandbahn), 61,4 ‰
- Ilmenau–Schleusingen (Rennsteigbahn), 61,2 ‰
- Boppard–Buchholz–Emmelshausen (Hunsrückbahn), 60,9 ‰
- Herrnberg–Hirzenhain (Scheldetalbahn), 60 ‰ – bis 1993 abgebaut
- Linz–Kalenborn (Kasbachtalbahn), 55,9 ‰ – ab 1998 touristischer Verkehr
- Freudenstadt–Baiersbronn–Rastatt (Murgtalbahn), 50,0 ‰
- Eibenstock unt Bf–Eibenstock ob Bf, 50,0 ‰ – wegen des Baues der Talsperre Eibenstock 1975 aufgelassen
- Schönheide Süd–Carlsfeld, 50,0 ‰ – Schmalspurbahn 750 mm; 1967 aufgelassen
- Oberzissen–Brenk–Engeln (Brohltalbahn), 50,0 ‰ – Meterspur
- Krombach–Fürstenhagen, 50,0 ‰, nach 1947 abgebaut
- Bad Reichenhall–Berchtesgaden, 40,8 ‰

### Stadtbahnen
- Stadtbahn Stuttgart, 85 ‰[11]

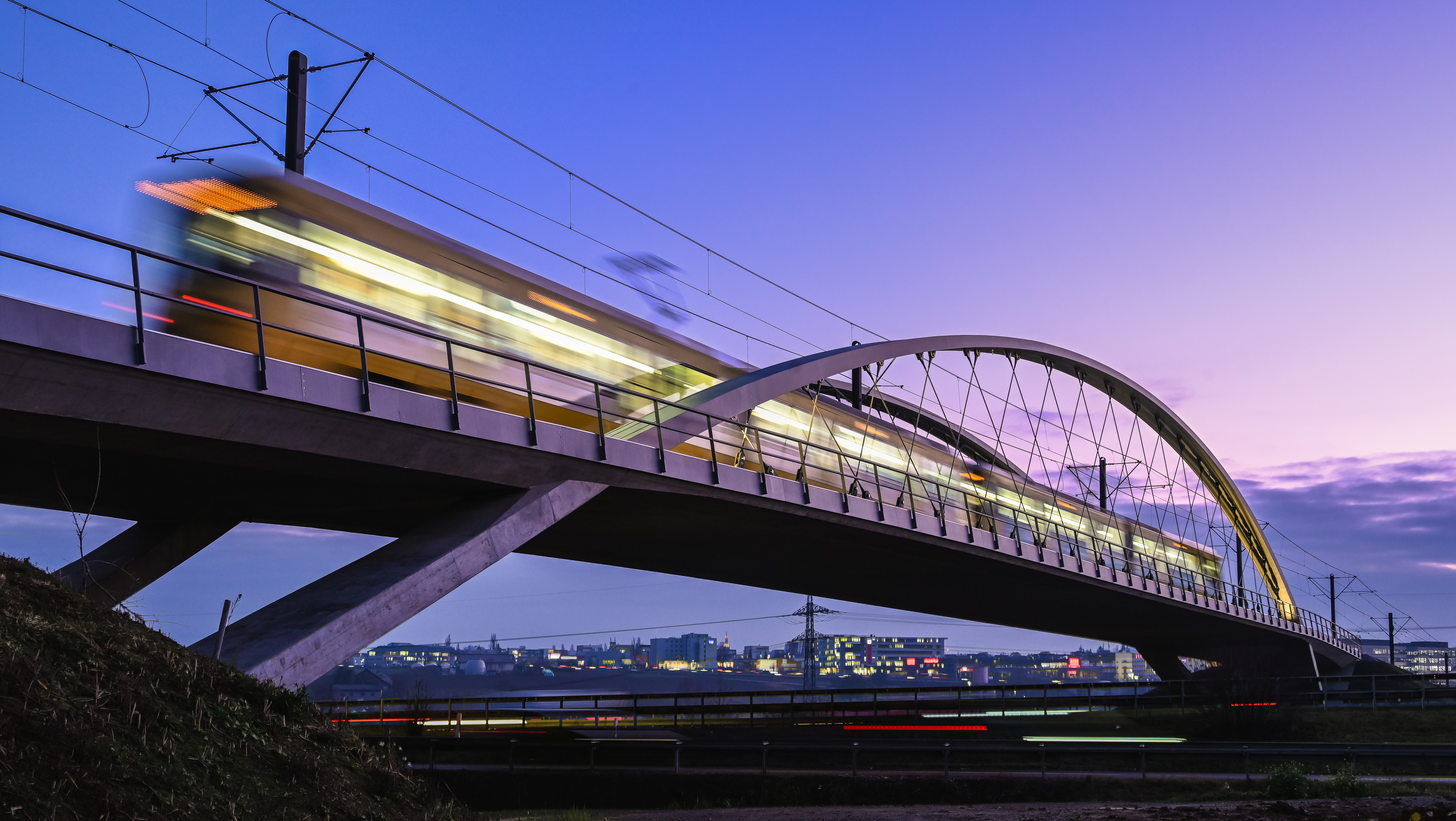
Linie U6 der Stadtbahn Stuttgart unmittelbar nach einer der 85-Promille-Steigungen

  - Südast der Linie U15 – 2005 bis 2007 aus ehemaliger Straßenbahnlinie umgebaut
  - Verlängerung der U6 von Fasanenhof bis Flughafen/Messe – 2018 bis 2021 neu gebaut[12]

### Werk- und Industriebahnen
- Steinbacher Bergwerksbahn (Schmalspur 600 mm), 83,3 ‰ – stillgelegt
- Feldbahn Brotterode–Wernshausen (Schmalspur 600 mm), 80 ‰ – stillgelegt

## Steilstrecken in Österreich

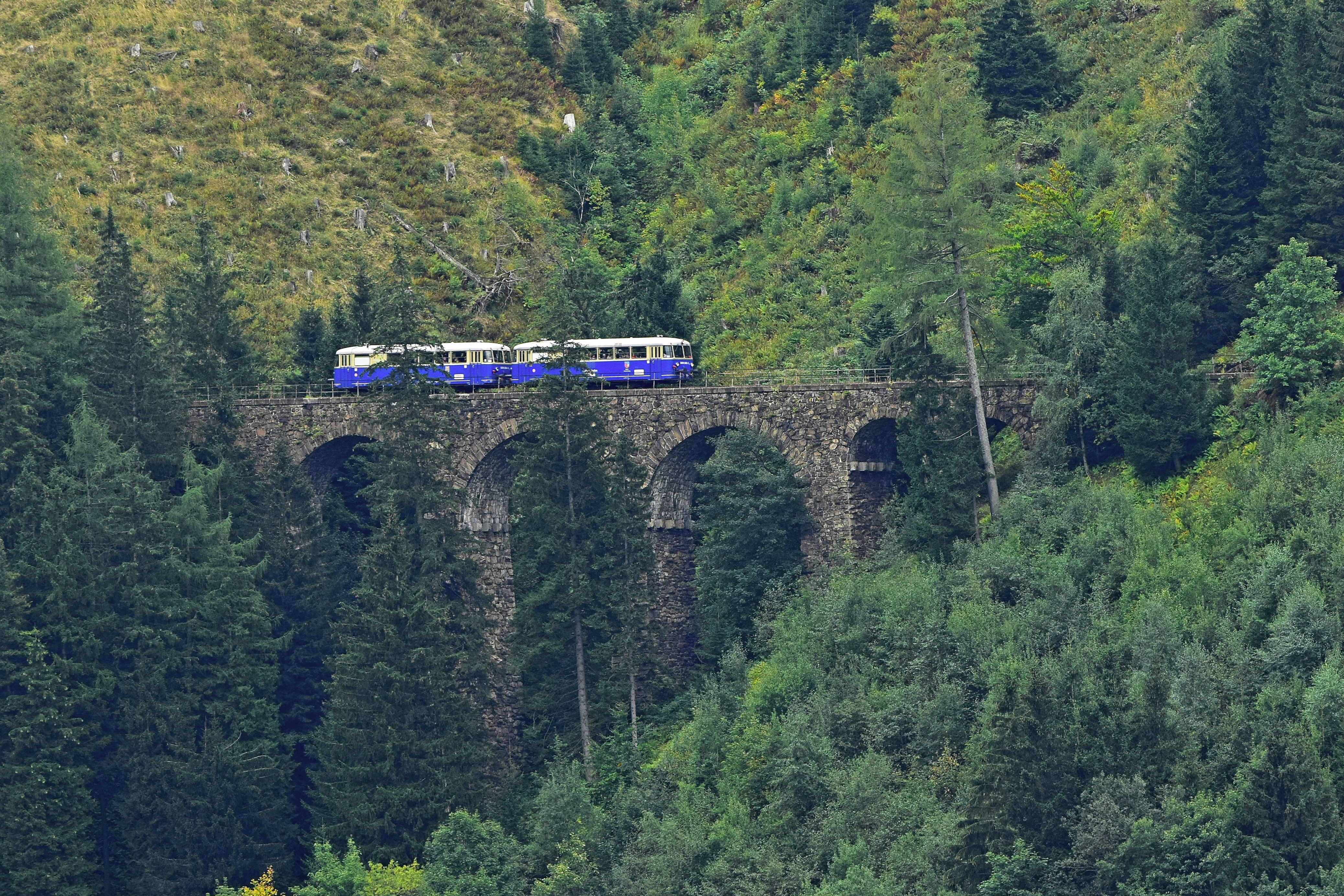
Sonderzug auf der Erzbergbahn, der steilsten Normalspurstrecke Österreichs

- Linz – Pöstlingberg (Pöstlingbergbahn), maximale Neigung 116 ‰ – eine der steilsten Adhäsionsbahnen
- Leoben – Hieflau (Erzbergbahn), 71 ‰
- Rottenegg – Lacken (Mühlkreisbahn), 46 ‰, „Saurüsselgraben“
- Willendorf – Puchberg am Schneeberg (Schneebergbahn), 45 ‰
- Innsbruck – Mittenwald – Garmisch-Partenkirchen (Mittenwaldbahn), 38 ‰
- Garmisch-Partenkirchen – Reutte in Tirol – Kempten (Allgäu) (Außerfernbahn), 37,5 ‰
- Gerling OÖ – Neuhaus-Niederwaldkirchen; Kleinzell – Neufelden und Haslach – Rohrbach-Berg (Mühlkreisbahn), 33; 30 und 31 ‰
- Innsbruck – Bludenz (Arlbergbahn), 34 ‰[13]
- Saalfelden–Hochfilzen–Fieberbrunn–Kitzbühel–Wörgl (Salzburg-Tiroler-Bahn), 27–28 ‰
- Schwarzach-St. Veit – Spittal-Millstätter See (Tauernbahn), 28 ‰
- Wien Liesing – Kaltenleutgeben (Kaltenleutgebener Bahn), 27 ‰
- Gloggnitz – Mürzzuschlag (Semmeringbahn), 28 ‰
- St. Pölten – Mariazell (Mariazellerbahn), 28 ‰ – Schmalspur
- Innsbruck – Verona (Brennerbahn), 25 ‰
- Bad St. Leonhard – Weißkirchen (Lavanttalbahn), 26 ‰
- Weizelsdorf – Maria Rain (Rosentalbahn)

## Strecken mit starkem Gefälle in der Schweiz

### Normalspurstrecken mit starkem Gefälle

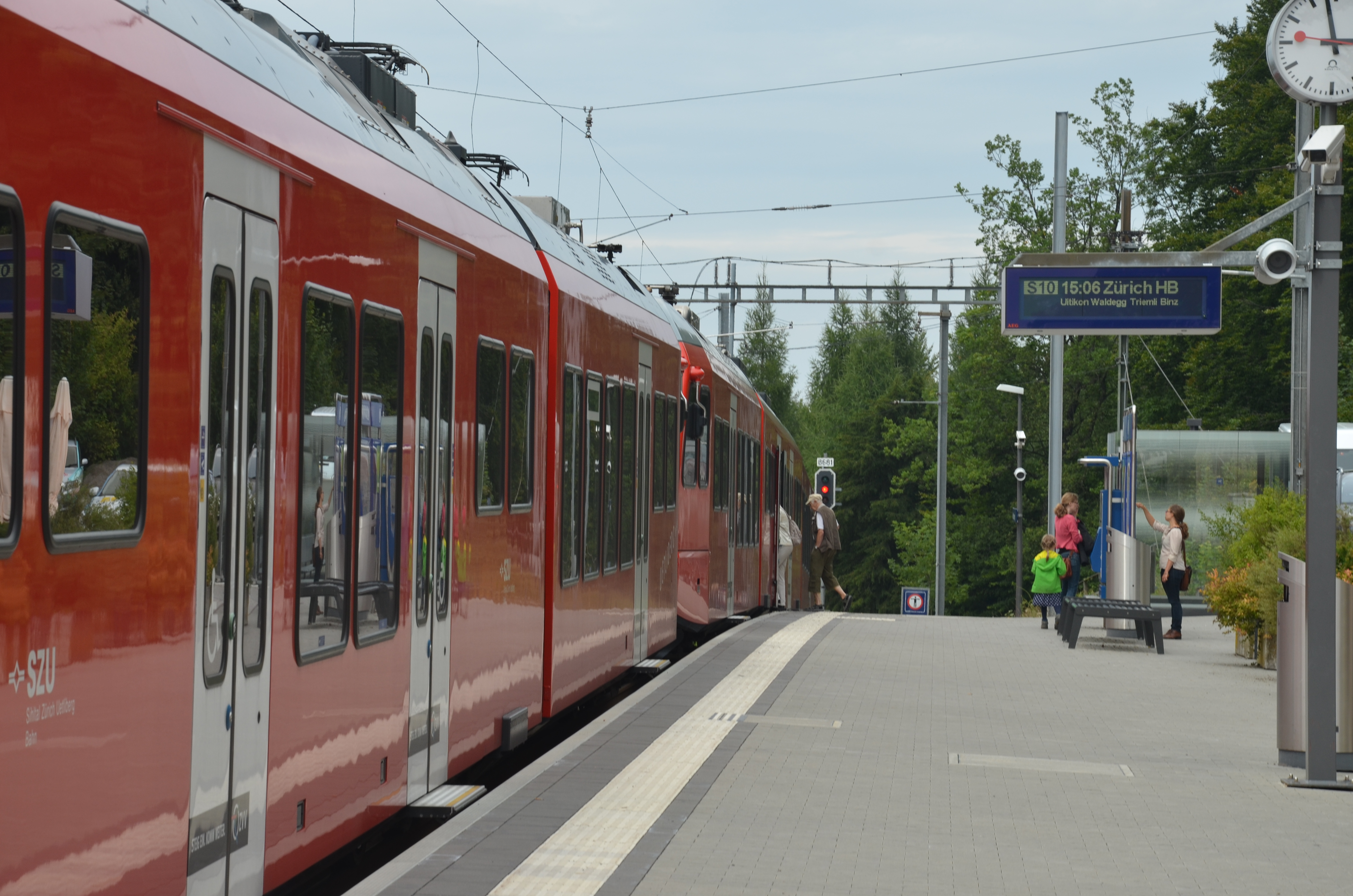
Uetliberg, Endstation der bis 2007 steilsten normalspurigen Adhäsionsbahn Europas. Zu diesem Zeitpunkt wurde der 85 ‰ steile Südast der Linie U15 der Stadtbahn Stuttgart dem Betrieb übergeben.

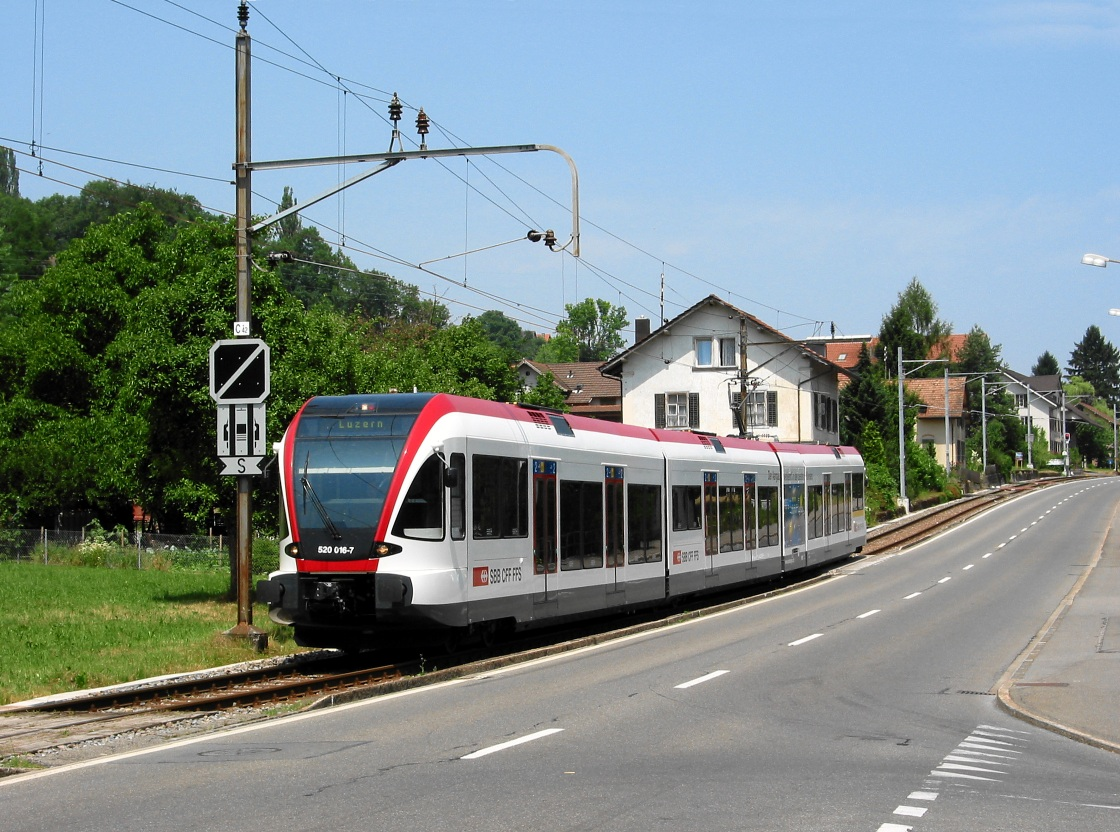
Die Seetalbahn Emmenbrücke–Lenzburg weist zwar Gefälle bis zu 38 ‰ auf, die jedoch kurz sind. Wegen des eingeschränkten Lichtraumprofils hat die Strecke keinen freien Netzzugang. Sie kann nur von den Schmaltriebwagen RABe 520 befahren werden.

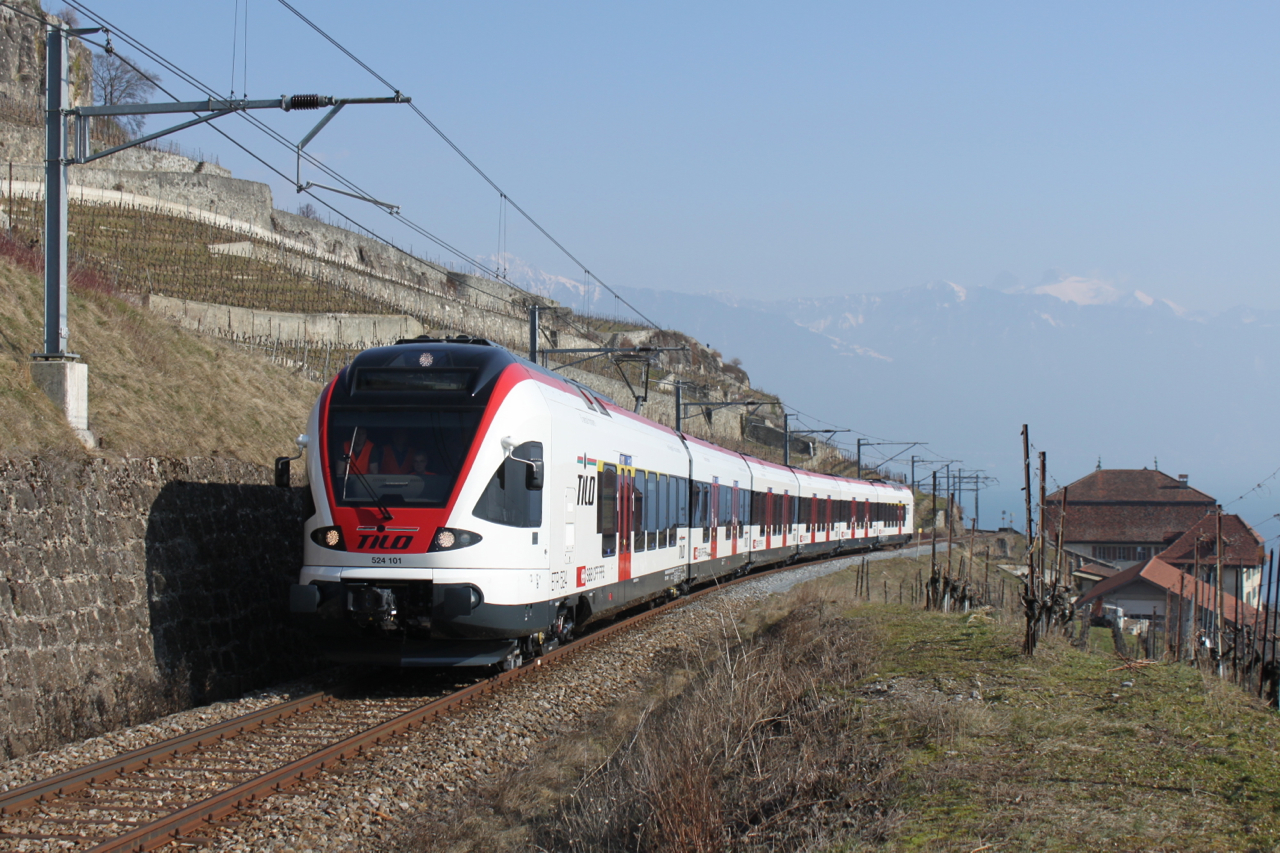
Ein TILO-Flirt bei Versuchsfahrten auf der (zusammen mit Le Pont–Le Day) steilsten SBB-Strecke zwischen Vevey und Puidoux.

Strecken mit beschränktem Netzzugang:
| Streckenabschnitt       | Bahn | maß- gebendes Gefälle | Höhen- unter- schied | Länge  |        |
| ----------------------- | ---- | --------------------- | -------------------- | ------ | ------ |
| Uetliberg–Zürich Selnau | SZU  | 79 ‰                  | 415 m                | 9,1 km | [ 14 ] |

Strecken mit freiem Netzzugang:
| Streckenabschnitt                     | Bahn     | Kate- gorie | maß- gebendes Gefälle | Höhen- unter- schied | Länge   | Bemerkung              |               |
| ------------------------------------- | -------- | ----------- | --------------------- | -------------------- | ------- | ---------------------- | ------------- |
| Le Pont–Le Day                        | SBB      | A           | 38 ‰                  | 231 m                | 8,2 km  |                        | [ 15 ] [ 16 ] |
| Iselle–Domodossola                    | SBB      | A           | 25 ‰                  | 360 m                | 18,8 km | Fahrdienst durch SBB   | [ 15 ] [ 16 ] |
| Puidoux-Chexbres–Vevey                | SBB      | A           | 38 ‰                  | 232 m                | 7,8 km  |                        | [ 15 ] [ 16 ] |
| (La Chaux-de-Fonds–) km 25,8–Vauseyon | SBB      | A           | 27 ‰                  | 572 m                | 24,2 km |                        | [ 15 ] [ 16 ] |
| Bure–Courtemaîche                     | SBB      | A           | 45 ‰                  | 73 m                 | 4,7 km  | Anschluss Waffenplatz  | [ 15 ] [ 16 ] |
| Göschenen–Erstfeld                    | SBB      | A           | 26 ‰                  | 634 m                | 28,8 km | Gotthard-Nordrampe     | [ 15 ] [ 16 ] |
| Airolo–Bodio                          | SBB      | A           | 26 ‰                  | 811 m                | 39,3 km | Gotthard-Südrampe      | [ 15 ] [ 16 ] |
| Rivera-Bironico–Giubiasco             | SBB      | A           | 26 ‰                  | 242 m                | 11,3 km | Ceneri-Nordrampe       | [ 15 ] [ 16 ] |
| Reuchenette-Péry–Biel/Bienne          | SBB      | B           | 25 ‰                  | 159 m                | 8,2 km  |                        | [ 15 ] [ 16 ] |
| Court–Moutier                         | SBB      | B           | 27 ‰                  | 137 m                | 6,4 km  |                        | [ 15 ] [ 16 ] |
| Läufelfingen–Sissach                  | SBB      | B           | 21 ‰                  | 183 m                | 9,7 km  | Hauenstein-Nordrampe   | [ 15 ] [ 16 ] |
| Läufelfingen–Olten                    | SBB      | B           | 26 ‰                  | 163 m                | 8,5 km  | Hauenstein-Südrampe    | [ 15 ] [ 16 ] |
| St. Gallen St. Fiden–Rorschach        | SBB      | B           | 21 ‰                  | 247 m                | 13,0 km |                        | [ 15 ] [ 16 ] |
| Wattwil–Uznach                        | SBB      | B           | 20 ‰                  | 204 m                | 14,0 km | Rickentunnel           | [ 15 ] [ 16 ] |
| Gibswil–Rüti ZH                       | SBB      | B           | 30 ‰                  | 275 m                | 11,4 km | Tösstalbahn            | [ 15 ] [ 16 ] |
| Kandersteg–Frutigen                   | BLS Netz | A           | 27 ‰                  | 396 m                | 18,0 km | Lötschberg-Nordrampe   | [ 17 ] [ 16 ] |
| Goppenstein–Brig                      | BLS Netz | A           | 27 ‰                  | 538 m                | 25,0 km | Lötschberg-Südrampe    | [ 17 ] [ 16 ] |
| Schwarzenburg–Bern Fischermätteli     | BLS Netz | B           | 35 ‰                  | 241 m                | 8,0 km  |                        | [ 17 ] [ 16 ] |
| Gänsbrunnen–Moutier                   | BLS Netz | B           | 25 ‰                  | 190 m                | 8,5 km  | Weissenstein-Nordrampe | [ 17 ] [ 16 ] |
| Oberdorf SO–Solothurn West            | BLS Netz | B           | 28 ‰                  | 222 m                | 9,6 km  | Weissenstein-Südrampe  | [ 17 ] [ 16 ] |
| Wädenswil–Biberbrugg                  | SOB      | A           | 50 ‰                  | 421 m                | 11,5 km | Nordrampe              | [ 18 ] [ 16 ] |
| Freienbach SOB–Samstagern             | SOB      | A           | 50 ‰                  | 215 m                | 6,8 km  | Nordrampe              | [ 18 ] [ 16 ] |
| Biberbrugg–Altmatt                    | SOB      | A           | 50 ‰                  | 91 m                 | 4,8 km  | Nordrampe              | [ 18 ] [ 16 ] |
| Biberegg–Arth-Goldau                  | SOB      | A           | 50 ‰                  | 422 m                | 11,5 km | Südrampe               | [ 18 ] [ 16 ] |
| Le Châble–Sembrancher–Martigny        | TMR      | [ 19 ]      | 35 ‰                  | 353 m                | 19,3 km | Y-Strecke              | [ 20 ]        |
| Orsières–Sembrancher–Martigny         | TMR      | [ 19 ]      | 40 ‰                  | 371 m                | 19,2 km | Y-Strecke              | [ 20 ]        |
| Sâles–Romont                          | TPF      | [ 19 ]      | 26 ‰                  | 129 m                | 10,4 km | Westrampe              | [ 21 ]        |
| Sâles–Bulle                           | TPF      | [ 19 ]      | 28 ‰                  | 65 m                 | 7,7 km  | Ostrampe               | [ 21 ]        |
| Fribourg–Murten                       | TPF      | [ 19 ]      | 29 ‰                  | 181 m                | 22,2 km |                        | [ 21 ]        |

Die Durchmesserlinie Zürich Altstetten–Oerlikon und die Seetalbahn werden trotz Gefällen von 40 beziehungsweise 38 ‰ nicht als steile Gefälle klassifiziert, weil deren Gefällsabschnitte nur kurz sind.
Im Projekt TransRUN wird eine längere, unterirdische Strecke mit 50 ‰ Gefälle geplant.

### Liste der Schmalspurstrecken mit über 40‰ Gefälle

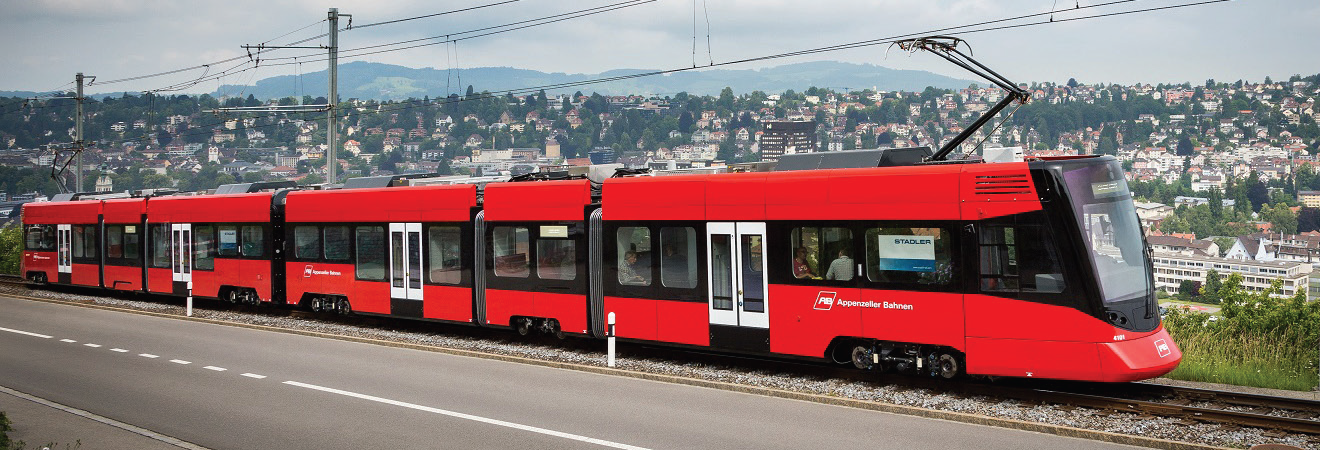
Seit Herbst 2018 fahren die Triebzüge der Appenzeller Bahnen (AB) über die steilste Adhäsionsstrecke der Schweiz. Die Strecken von St. Gallen nach Appenzell und Trogen wurden zur Durchmesserlinie verbunden.

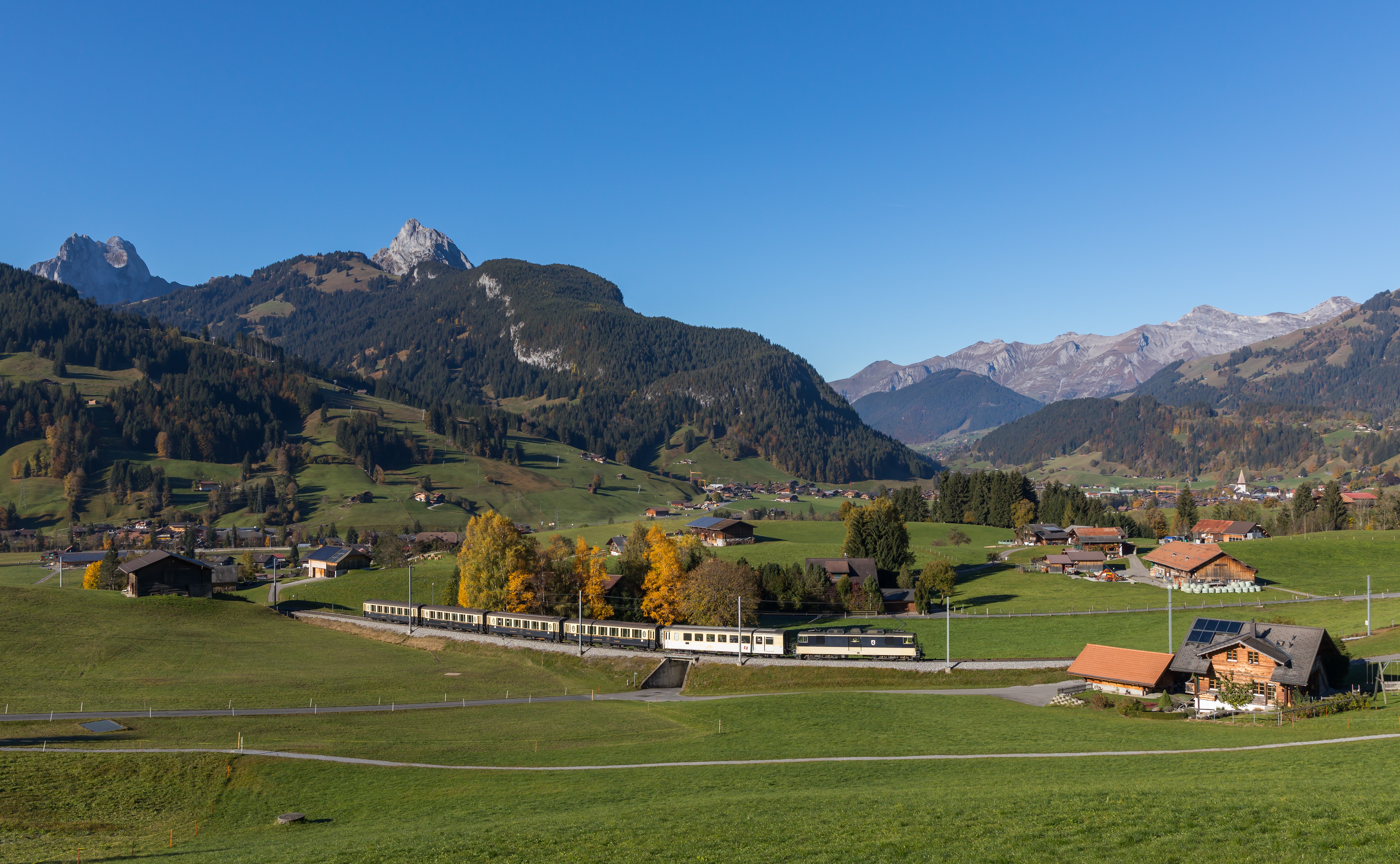
Die Züge der Montreux–Berner Oberland-Bahn (MOB) überwinden Neigungen bis zu 73 ‰.

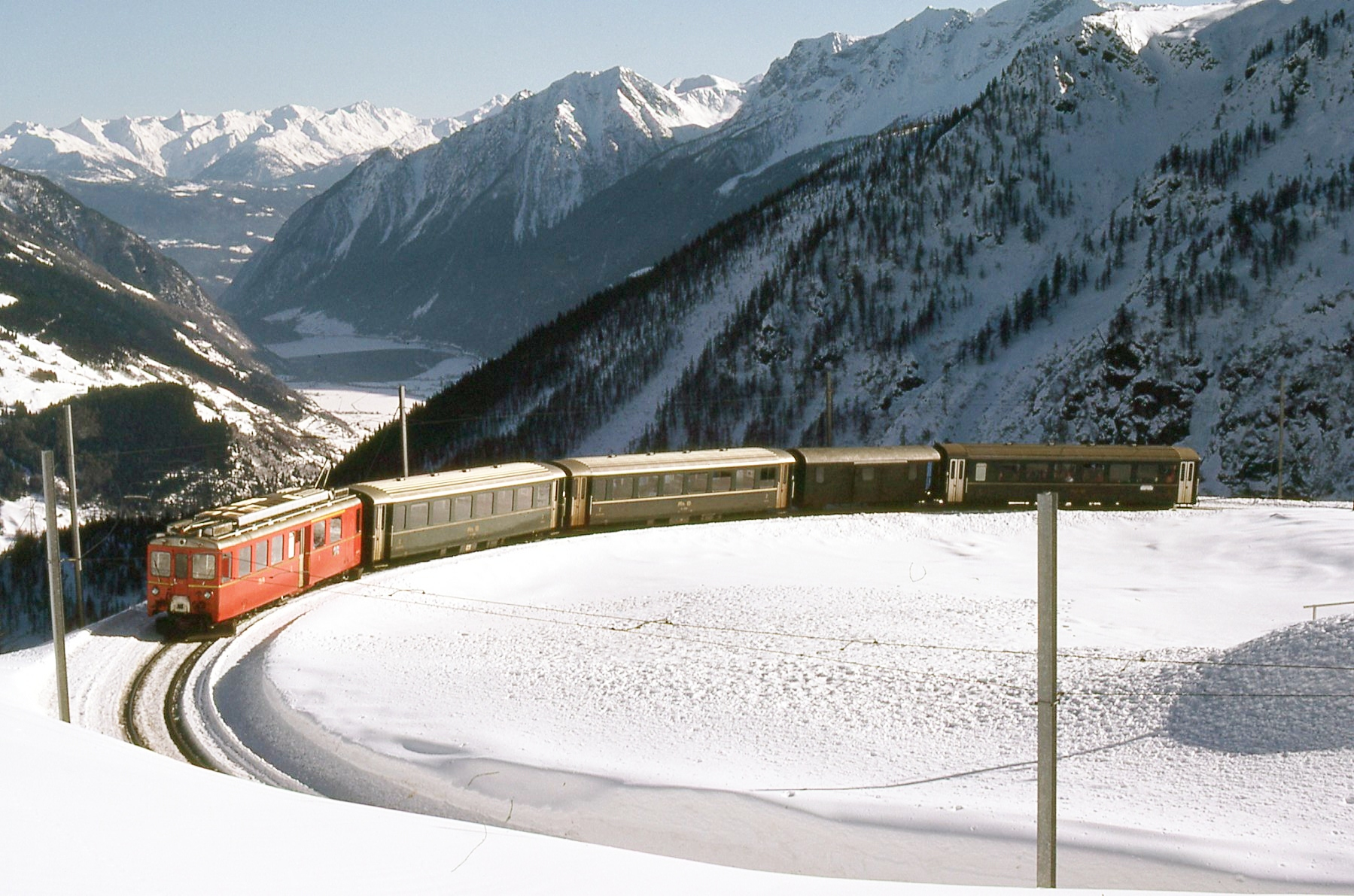
Zug der Berninabahn in 70 ‰ Neigung in einer Aufnahme aus den 1980er-Jahren

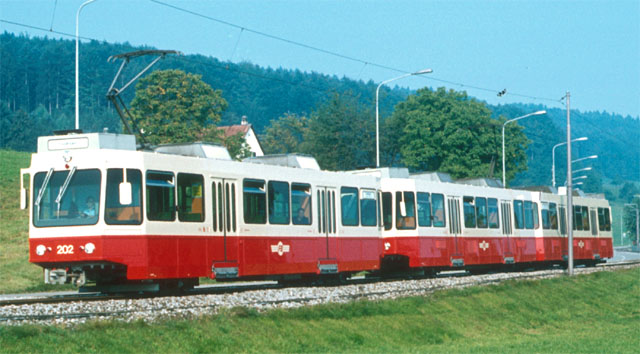
Die Forchbahn in der Agglomeration Zürich befährt Neigungen bis 69 ‰.

Bei dem gemischten Adhäsions- und Zahnradbetrieb ist jeweils die größte Neigung auf dem Adhäsionsabschnitt angegeben.
| 80 ‰: | Ruckhaldetunnel auf der Strecke St. Gallen–Appenzell (AB), Inbetriebnahme am 8. Oktober 2018 |
| 76 ‰: | St. Gallen–Trogen (AB) |
| 73 ‰: | Montreux–Zweisimmen (MOB) |
| 70 ‰: | - Martigny–Le Châtelard–Vallorcine (TMR, mit Zahnstangenabschnitt) - St. Moritz–Tirano (Berninabahn, RhB, nach Italien) |
| 69 ‰: | - St. Gallen–Appenzell (AB, bis 3. April 2018 mit Zahnstangenabschnitt) - Zürich Rehalp–Esslingen (Forchbahn) |
| 65 ‰: | Langenthal–Niederbipp (ASm) |
| 60 ‰: | - Aigle–Sépey–Diablerets (TPC) - Bremgarten–Dietikon (BDWM) - Chur–Arosa (RhB) - Lausanne–Echallens–Bercher (LEB) - Locarno–Camedo (FART) - Nyon–Saint-Cergue–La Cure (NStCM) |
| 57 ‰: | Bahnstrecke Bex–Villars–Bretaye (TPC, mit Zahnstangenabschnitten) |
| 52 ‰: | Altstätten–Gais (AB, mit Zahnstangenabschnitten) |
| 50 ‰: | - Aigle–Ollon-Monthey–Champéry (TPC, mit Zahnstangenabschnitten) - Basel–Dornach (BLT) - Basel–Pratteln (BLT) - Blonay–Chamby (BC, Museumsbahn) - Bulle–Broc (TPF), ab 2020 Normalspur - 2. Sektion der Bergbahn Lauterbrunnen–Mürren (BLM) - Tavannes–Le Noirmont (CJ) - Riffelalptram (RiT), 800 mm Spurweite - Vevey–Blonay (MVR) |
| 48 ‰: | Biel-Täuffelen-Ins (ASm) |
| 46 ‰: | - Basel Heuwaage–Rodersdorf (BLT) - Frauenfeld–Wil (FW) |
| 45 ‰: | - Aarau–Schöftland (Suhrentalbahn, WSB) - Bern–Worb Dorf (Murilinie, RBS) - Landquart–Davos (RhB) - Langenthal–Melchnau (ASm) - Zollikofen–Bern (RBS) |
| 44 ‰: | Yverdon–Ste-Croix (YSteC) |

## Weitere Steilstrecken

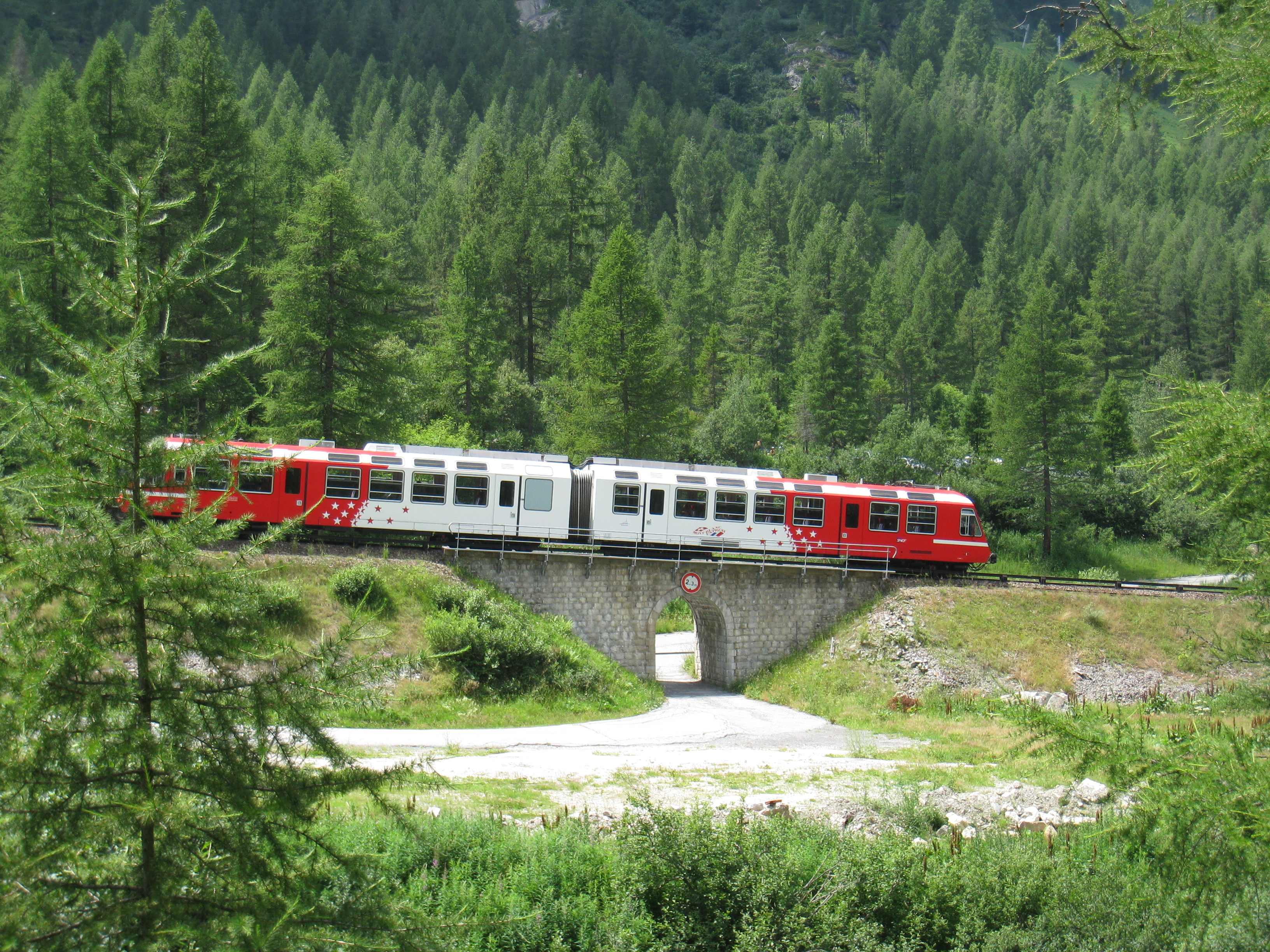
Die Bahnstrecke Saint-Gervais–Vallorcine (F) –Martigny (CH) wird auf dem französischen Abschnitt als Adhäsionsbahn mit bis zu 90 ‰ Neigung betrieben. Auf dem schweizerischen Teilstück beträgt die Maximalneigung mit Adhäsionsantrieb 70 ‰ und mit Zahnstange 200 ‰.

- Saint-Gervais–Vallorcine (Frankreich Richtung Schweiz; Meterspur), maximale Neigung 90 ‰
- Hakone–Gora (Hakone-Tozan-Linie, Japan), 80 ‰
- Yokokawa–Karuizawa (Usui-Pass) (Shin’etsu-Hauptlinie, Japan), 66,7 ‰ – 1997 stillgelegt
- Perugia Ponte San Giovanni–Perugia Sant’Anna (Ferrovia Centrale Umbra, Italien), 60 ‰[23]
- Cosenza–San Giovanni in Fiore (Italien; Schmalspur 950 mm), 60 ‰ – 2010 stillgelegt, seit 2016 Museumsbetrieb auf einem anderen Teilstück
- Ligne de Cerdagne (Frankreich, Meterspur), 60 ‰
- Myrdal–Flåm (Flåmsbahn, Norwegen), 55 ‰
- Schlackenwerth–Joachimsthal (Tschechien), 50 ‰ – stillgelegt
- Westliche Pyrenäenquerung (Pau–) Bedous–Canfranc (Frankreich Richtung Spanien), 43 ‰ – seit 1970 unterbrochen, Wiederinbetriebnahme geplant
- Östliche Pyrenäenquerung (Toulouse–) Ax-les-Thermes– Latour-de-Carol-Enveitg – Ripoll (– Barcelona), 40 ‰ auf der französischen, 45 ‰ auf der spanischen Seite.
- Schiefe Ebene Lüttich (französisch Plan incliné de Liège), Richtung Brüssel, Belgien, 30 ‰